# Кіпу
Кіпу́ (кеч. khipu та ісп. quipu — «вузол», «зав'язувати вузли», «рахунок») — прадавня мнемонічна й рахункова система (у зв'язці з рахунковим пристроєм юпаною) інків і їх попередників в Андах, своєрідна писемність (3000 років до н. е. — XVIII ст. н. е.): являє собою складні мотузкові сплетіння й вузлики, виготовлені з вовни південноамериканських верблюдових (альпаки та лами) або з бавовни. Фактично, кіпу — це третій різновид передачі мови, тобто не усно чи письмово, а за допомогою тактильних відчуттів і візуального сприйняття. У кіпу може бути від декількох звисаючих ниток до 2000. Вона використовувалася для передачі повідомлень посильними-«часкі» спеціально прокладеними імперськими дорогами, а також у найрізноманітніших аспектах суспільного життя (як календар, топографічна система, для фіксації податків і законів тощо). Хосе де Акоста — один з іспанських хроністів — писав, що «уся імперія інків управлялася за допомогою кіпу» і ніхто не міг уникнути тих, хто проводив підрахунки за допомогою вузлів. За легендою вважається, що кіпу запровадив Ільа, мудрець часів інки Майта Капака.
Найдавніше прото-кіпу (що складається з 12 звисаючих ниток, деякі з вузликами, і обмотані навколо паличок) виявлено при розкопках герметичної кімнати однієї з великих пірамід на археологічному об'єкті Караль (долина Супі) археологом Рут Мартою Шейді Соліс (Ruth Martha Shady Solís), датується воно за стратиграфічним шаром приблизно 3000 роком до н. е., у зв'язку із чим може вважатися одним із найдавніших (після шумерського клинопису і єгипетських ієрогліфів) засобів комунікації людства.. До цієї знахідки найстаріше кіпу радіовуглецевим аналізом датували 779—981 роками н. е. Настільки великий проміжок між цими датами поки не знайшов пояснення в істориків.
Перша згадка про кіпу знаходиться в листі Ернандо Пісарро до Королівської аудієнції Санто-Домінго (листопад 1533 року, де конкістадор пише, що «вони рахували за допомогою вузлів на декількох мотузках» і що «є в індіанців сховища дров і маїсу, і всього іншого, і підраховують вони за допомогою вузлів на своїх мотузках те, що кожен касік приніс», і він же першим помітив, що кіпу використовувалося для обліку витрат і доходів; з кіпу він зіткнувся під час свого походу за скарбами храму Пачакамак, що склали частину викупу Атауальпи.
В 1923 році американський історик Леслі Леланд Локк у своїй книзі «The ancient quipu» зумів довести, що вузликові сплетення інків — дійсно писемність. 2006 року американський дослідник Гері Ертон виявив також, що у вузликах закладений якийсь код, найбільше схожий на двійкову систему — 128 варіацій або 27.
В грудні 2017 року дослідники з Гарвардського університету — студент Манні Медрано спільно із Гері Ертоном — наблизилися до дешифрування кіпу, знайшовши перший важливий ключ. Виявилося, що частина лексичної інформації кодувалася кольором. Так, різними кольорами позначалися імена мешканців, що потрапляли до списків оподатковуваних. Наприклад, інформація про 9 Феліпів позначалися нитками одного кольору, а всі нитки про всіх Хосе — іншим кольором (йдеться вже про кіпу колоніального часу, коли іспанці робили паралельні звіти).
Кіпу уперше в історії людства використовувалося для застосування такого способу ведення бухгалтерського обліку як подвійний запис.

## Місця зберігання кіпу

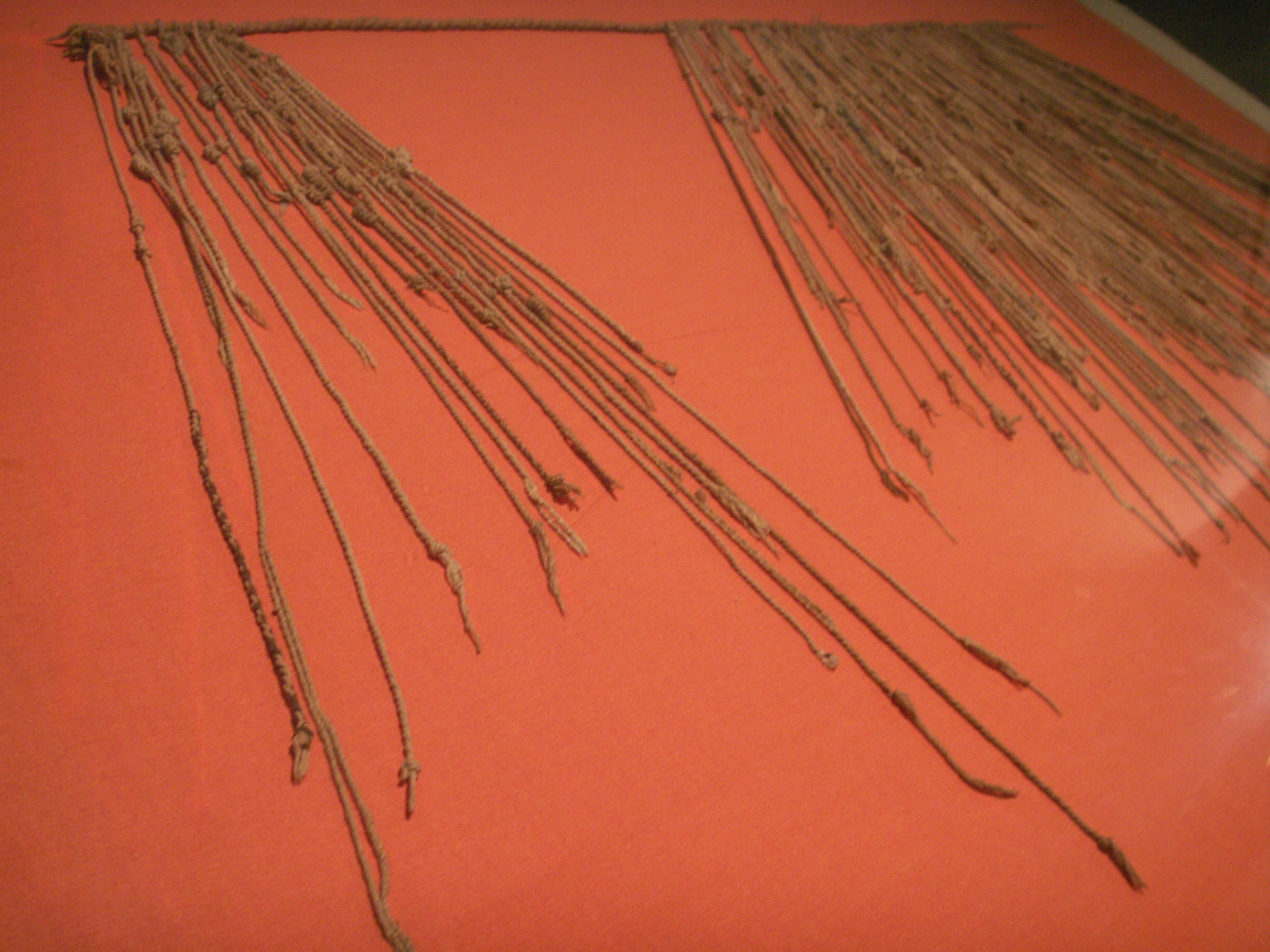
Кіпу у Національному музеї Ліми

За даними Quipu Database Project, створеного гарвардським професором Гері Ертоном і його колегою Керрі Брезайн, 751 кіпу (2/3 з яких класифіковані як такі, що мають числову структуру) розкидані в усьому світі: від Європи до Північної й Південної Америки. Більшість знаходиться в музеях за межами андійських країн, однак деякі перебувають у рідних місцях на опікуванні нащадків своїх творців.
Найбільша колекція кіпу зберігається в Західній Європі в Етнологічному музеї у Берліні (Німеччина). Вона включає 298 кіпу. Наступну за розміром колекцію в Європі можна побачити в Земельному етнологічному музеї в Мюнхені. Декілька колекцій знаходиться у Перу: в Пачакамакі (El Museo de Sitio de Pachacamac), в Національному музеї археології, антропології й історії Перу (Museo Nacional de Arqueologia, Antropologia e Historia) в Лімі і у Центрі Малькі (Centro Mallqui) у Леймебамбі. Колекції кожного з цих музеїв містять по 32-35 кіпу. Менші колекції кіпу у Перу: храм Museo Radicati (Ліма) — 26 кіпу, Museo de Ica — 25, Museo Puruchuco і ATE — 23 кіпу. У той же час, місцеві родові колекції кіпу не включені в цю базу даних, їхня кількість невідома. Одна із найбільших приватних колекцій (263 одиниці) зберігається в жителів селища Рапас (Перу), в 1994 році вона була досліджена Френком Саломоном (Університет Вісконсин-Медісон, США). Відділ антропології й археології Університету Каліфорнії в Санта-Барбарі також зберігає одне кіпу.

### Дослідний центр
Основним дослідним центром з питань кіпу є — Khipu Database Project. Центр очолює професор департаменту Археології Гарвардського університету Гері Ертон. Адмініструванням бази даних кіпу займається Керрі Дж. Брезайн (Carrie Brezine).

### Проблеми зберігання кіпу
Зберігання кіпу вимагає застосування методики, яка дозволить експонату існувати якнайдовше з якнайменшими втратами. У музеях, архівах і спеціальних колекціях кіпу зберігають так само, як і звичайні текстильні вироби. Кіпу зроблені з волокон на основі білкових матеріалів: шерсті верблюдових або із целюлози (бавовна). Звисаючі нитки кіпу часто виготовлялися зі «складної системи зав'язаних вузлами ниток, пофарбованих у різні кольори, значення яких було відоме чиновникам». Збереження кольору, натурального або штучного, є проблемою, яка не може бути повністю вирішена — поступова зміна кольору вже відбулася й може призвести до подальшого псування волокон. Кольори темніють від осідання пилу, так само як і від певних фарб і протравлень. Кіпу були знайдені з різними прикрасами (наприклад, з мушлями тварин), приєднаними до шнурів, і ці нетекстильні матеріали можуть створювати додаткові труднощі при зберіганні.
Увесь текстильний матеріал піддається негативному впливу ультрафіолетового світла. Яскравість кольорів і міцність матеріалу поступово знижуються. Температура, вологість і освітлення контролюються автоматично системою HVAC. Відносна вологість повинна становити 60 % або нижче, температура повинна бути низькою. Висока температура може збільшити крихкість і призвести до погіршення волокон кіпу. Високий рівень вологості може викликати небажані умови для збереження білка в матеріалі кіпу. Як і із усякою тканиною, прохолодні, чисті, сухі й темні умови є найбільш відповідними. Коли кіпу демонструється в експозиціях, також створюється спеціальне середовище. Кіпу також перевіряються на наявність комах і їхніх личинок.
Кіпу зберігається горизонтально на панелях, покритих нейтральним за кислотністю папером, щоб запобігти потенційному кислотному ушкодженню. Посилена обробка кіпу може також збільшити ризик подальшого ушкодження. Волокна можуть бути ушкоджені при терті між собою або при прикладенні їх до стрижнів під власною вагою, якщо їх підвісити у вертикальному положенні. Коли Гері Ертона, професора антропології в Гарварді запитали, «вони тендітні [кіпу]?». Він відповів, «деякі з них — так: ви не можете доторкнутися до них — інакше вони зламаються або перетворяться в пил. Багато з них збереглися добре, і їх можна вивчати, не наносячи пошкоджень. Звичайно, завжди, коли доторкаєшся до такої прадавньої тканини, як ця, — трохи її ушкоджуєш, але ці нитки, загалом, досить довго зберігаються».
Рут Шейді, перуанський археолог, виявила кіпу у прибережному місті Караль, якому, як думають, приблизно 5000 років. Було виявлено досить добре збережене кіпу із «коричневими бавовняними нитками, накрученими навколо тонких стрижнів», разом з «рядом пожертвувань, включаючи таємничі мотки волокна різних розмірів, обгорнених у тенета, і прадавні кошики з очерету. Купи сирої бавовни — усе ще розпатланого й утримуючого насіння, хоча й перетвореного в брудний коричневий колір століттями, — і нитки змотаної в клубок вати» були також знайдені добре збереженими. Причиною настільки гарного збереження кіпу й інших експонатів може бути посушливий клімат Караля.

## Сучасний стан кіпу
Приблизно 15 або 20 кіпу — не збережених — згадано в іспанських колоніальних документах. Ніякого співвіднесення (кореляції) між збереженими й згаданими в іспанських хроністів кіпу не вдалося встановити. Проте, примітивне використання кіпу продовжувало вестися в перуанській гірській місцевості й після іспанського завоювання інків. Деякі історики вірять, що тільки кіпукамайоки, що створювали певні кіпу, їх же могли й прочитати. Якщо це так, то кіпу не можна вважати формою писемності, а скоріше мнемонічним пристроєм. Багато істориків, однак, робили спроби дешифрувати кіпу, оскільки, якщо б довідатись про інкську версію історії, це дозволило б по-іншому глянути на минуле інків.
В 1994 році Френк Саломон (Frank Salomon) провів дослідження в перуанському селі Тупікоча (Tupicocha), де кіпу усе ще є важливою частиною суспільного життя села. На 1994 рік це було єдине село, де кіпу зі структурою, подібною на доколумбове кіпу, усе ще використовувалися для офіційного місцевого управлінського ведення записів, і в ролі суспільних функцій у місцевому органі влади, хоча сільські жителі не зв'язували свої кіпу із артефактами інків. Численні й різноманітні кіпу в 2005 році в селищі Рапас (Перу) були досліджені Френком Саломоном. У Перу у віддаленому селищі Куспон у регіоні Анкаш 12 вересня 2009 року було проведене інтерв'ювання складачки кіпу, жінки з іменем Грегорія «Лікуна» Рівера, так званої «останньої кіпукамайок»; було встановлено, що вона робила кіпу тільки у випадку смерті односельчан. Показане нею кіпу було довжиною в кілька метрів з безліччю (схоже, однакових) вузлів і складалося із блакитних і білих ниток. Призначення цього кіпу було ритуальне: ним обв'язували покійного у вигляді пояса навколо талії для того, щоб «він захистив померлого на шляху мертвих при переході в інший світ». Значення кольору в даному кіпу, якщо використовувати список відповідностей Антоніо де ла Каланчі, може означати «[загробний] світ на небесах»: оскільки блакитний колір означав «Бог, що живе в блакитнім небі», а білий колір — «мир».

## Історія вивчення кіпу
Свою увагу кіпу приділяли численні дослідники: Т. П. Томпсон (1829), Свонтон (1843), Ріверо-і-Устаріс (1857), Болаерт (1864), Перес (1864), Ернст, (1871), Сефрей (1876), Ларрабуре-і-Унануе (1888, 1893), Бастіан (1895), Уле (1897, 1907), Гімараес (1907), Локк (1912, 1923), Уртеага (1919), Лоайса і Шау (1923), Норденскьольд (1925), Вассен (1931), Льяно Сапата (1933), Імбеллоні і Дж. Е. Томпсон (1935), Альтьєрі (1937, 1939, 1941), Шедл і Познанській (1943), Ешлі (1944), Поррас (1947), Беннет (1949), Нуньес дель Прадо (1950), Мехія Ксеспе (1952), Карлос Радікаті ді Прімельо (1949, 1952, 1965, 1976, 1977, 1984, 1987, 1990, 1991), Еспехо Нуньес (1953, 1957), Якобсен (1963), Моліна Мунто (1966), Біркет-Сміт (1966—1967), Дей (1967), Холм (1968), Марсія й Роберт Ашери (1969, 1972, 1975, 1978, 1981, 1986, 1997), Маккей (1970, 1990), Кузьміщев (1972), Мурра (1973), Конклін (1982, 2001), Роблес (1982, 1990), Вільям Бернс (1984), Зуїдема (1989), Ростворовські, Руїс, Піс і Буено (1990), Парссінен (1992), Ертон (1994, 1997, 1998, 2001—2004), Буне (1994), Прада (1995), Перейра (1996, 1997), Саломон (1997, 2002, 2004), Брокав (1999, 2001—2003), Арельяно (1999), Регаладо де Уртадо і Кілтер (2002).
Припущення про те, що кіпу існувало й до інків, першим висловив Ларрабуре-і-Унануе в 1893 році. Ця гіпотеза підтвердилася в 1968 році, коли Есітаро Амано при розкопках знайшов залишки кіпу у могилі, що належить до середнього горизонту в Пампа-Бланка, але саме повідомлення про знахідку було опубліковано тільки в 1982 році. У ті ж роки Американський музей природознавства одержав кілька кіпу, що належать до того ж археологічному горизонту.

### Карлос Радікаті ді Прімельо
Радікаті ввів у науковий обіг усі основні відомості про фізичні параметри кіпу, про ключі-визначники, про типи крутіння ниток, розташування вузлів, товщину ниток, їх кольори. Також він впровадив термін «архіви» кіпу, дослідивши археологічні знахідки в похованнях, що підтвердило писемні джерела про наявність в інків державних реєстрів записів із численними копіями кіпу. Ще одним істотним його внеском у вивчення кіпу стало визначення способу кодифікації, що отримала назву «seriación» — утворення серій, у тих випадках, коли йшлося про не числові дані в кіпу, і не про десяткову й ієрархічну структуру. Радікати вважав ці кіпу наративними. Пізніше це відкриття одержало свій розвиток у дослідженнях інших учених. Ще одним важливим відкриттям Радікаті стали кіпу «кануто», у яких на головному шнурі розміщалися звисаючі мотузки, звичайно, але не завжди, що не мали вузлів, але самі крайні мотузки були міцно обгорнуті дуже тонкими й барвистими нитками; самі вузли на таких кіпу розташовані у випадковому порядку, без ієрархії й не містять десяткової системи. Радікаті висунув гіпотезу про існування зв'язку між кіпу і піктографічною «кілька» (термін, у перших словниках кечуа, що означав «буква», «книга», «папір»), тобто записи на двовимірних пласких матеріалах. Дослідження хронік показували, що дана система писемності існувала до появи кіпу. Запис вівся різними фарбами на дерев'яних жезлах або прутах. Цією писемністю володіли деякі особи, що мали знання знаків. У свою чергу, дана система (на думку Радікаті) в інків розвинулася в додавання до кіпу картушів, розташованих на стрічках/смугах/тканинах у верхній частині звисаючих ниток (можливо, у даному питанні на Радікаті вплинула книга його співвітчизника La lettera apologetica, якій він надавав великого значення).
Карлос Радікаті ді Прімельо (1964) установив ступінь поширення серед населення Інкської імперії навичок складання кіпу:
- знання кіпу статистичного — було загальним.
- знання простого ідеографічного кіпу — доступно було певному колу навчених цьому заняттю осіб.
- знання найбільш досконалого, вишуканого ідеографічного кіпу — доступно було вузькому колу вчених (амаута) і кіпукамайокам[34].

## Запис інформації

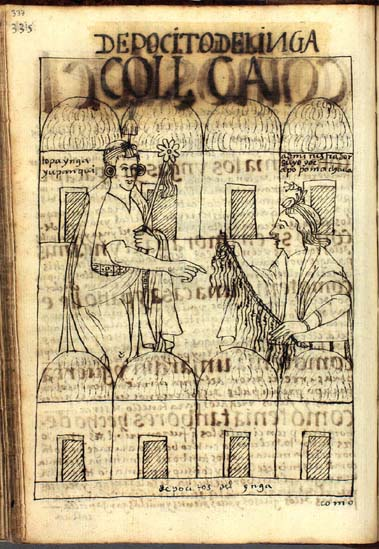
Сапа Інка приймає звіт у чиновника, завідувача всіх складів імперії

Більша частина інформації, що зберігається в кіпу — числа в десятковій системі числення; див. Систему кодування нижче.
Деякі з вузлів, так само як інші особливості, такі як колір, на думку вчених, представляють нечислову інформацію, яка дотепер ще не була розшифрована. Взагалі вважається, що протягом розробки системи не було спроб представити в ній фонетичні звуки, як це має місце в більшості писемностей. У цей час існує теорія, висунута Гері Ертоном, що кіпу являли собою двійкову систему числення, придатну до реєстрації фонологічних або логографічних даних.
У перші роки після іспанського завоювання Перу іспанські чиновники часто покладалися на кіпу, щоб улагоджувати суперечки про стягнення місцевих податків або в питаннях виробництва товарів. Крім того, іспанські літописці встановили, що кіпу використовувалися переважно як мнемонічні пристрої, щоб передавати й записувати в числовому форматі інформацію. Кіпукамайокі могли бути викликані до суду, де їх звіти вважалися юридичним документом про зроблені у минулому платежі.
Для передачі економіко-статистичних даних кіпу використовували подвійний запис, а при передачі відомостей про виробництво тих або інших продуктів праці враховували не тільки фактичну, але й наявну й потенційну продуктивність праці, що дозволяє вважати систему кіпу попередницею сучасних ERP-систем. От що писав відомий дослідник андських цивілізацій В. А. Кузьміщев:
| Кіпу «знали», скільки людей проживало в кожному із селищ і у всьому царстві, скільки з них було чоловічої й жіночої статі, як вони були розбиті за віком і за станом здоров'я, скільки серед них було одружених і вдів, скільки пішло на війну й на суспільні роботи, скільки людей і якою роботою займалися сьогодні й скільки вони могли зробити того або іншого продукту і так далі. Але не тільки люди й результати їх праці, а сама природа і її потенційні можливості були зафіксовані в кіпу[37] |

## Умовна схема побудови кіпу
1. Шнур — основа кіпу.

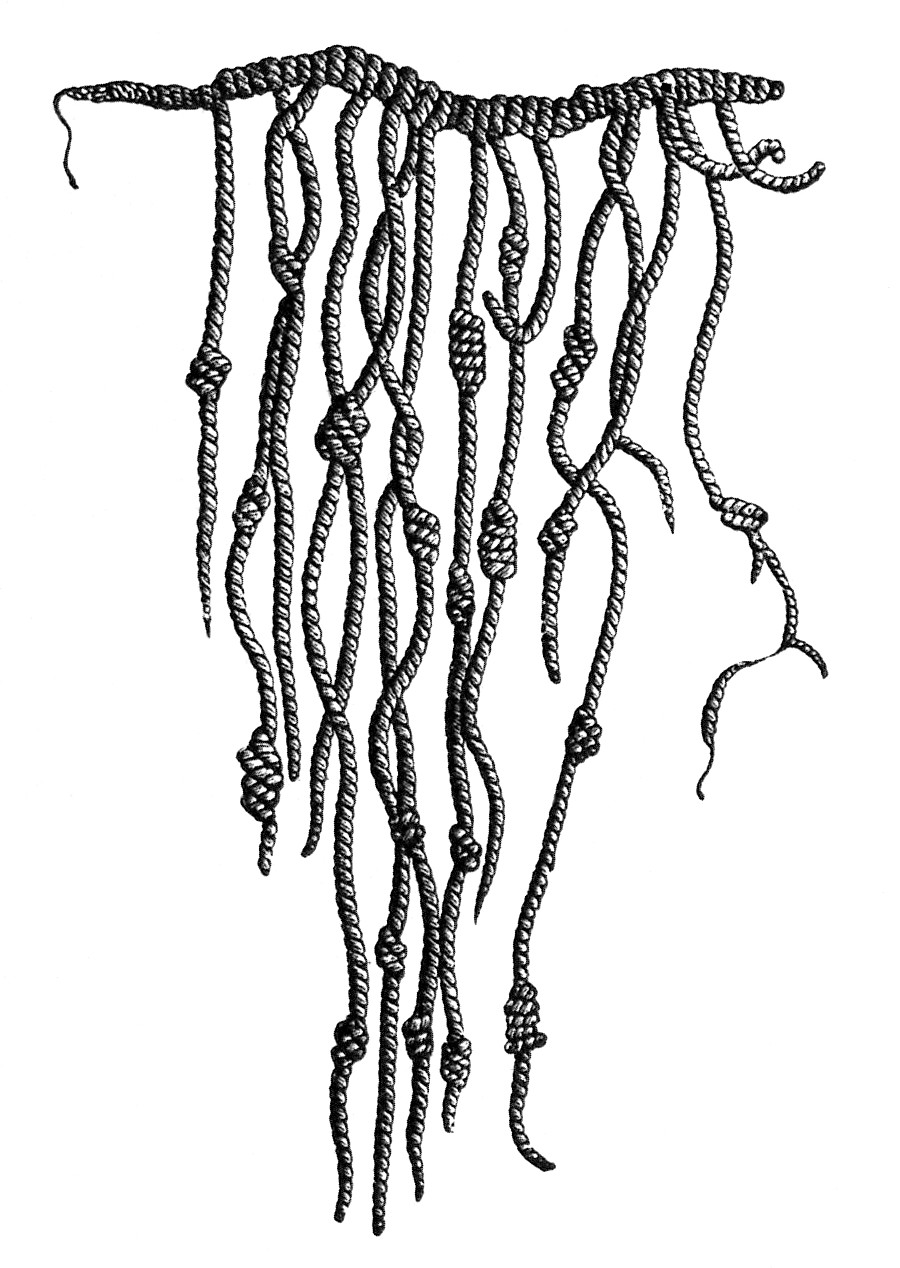
Кіпу

2. Нитка-підвіска 1-го порядку (кріпиться на шнурі).
3. Нитка-підвіска 2-го порядку (кріпиться на попередній).
4. Нитка-підвіска 3-го порядку (кріпиться на попередній).
5. Допоміжна нитка-підвіска (кріпиться на інших нитках).
6. Ниточка на головному шнурі, спрямована в протилежну сторону від звисаючих ниток (тобто нагору) і вставлена між ними. Служила, очевидно, роздільником.
7. Знак-визначник змісту кіпу або ключ головного шнура.
8. Вузол простий — буває до дев'яти штук — і ніколи більше — на нитці (у конкретній позиційній ділянці, відповідальній за розташування десятків, сотень і більш високих чисел). Найчастіше розташовуються в середній і верхній частині ниток.
9. Вузол «у вигляді вісімки» — до дев'яти штук на нитці[38]. Частіше розташовуються в нижній частині нитки. Один такий вузол позначає «1».
10. Вузол складний — до дев'яти витків кожний (це могли бути тільки одиниці). Частіше розташовуються в нижній частині нитки.
11. Вузол-петля (різних видів[39]), особливо так званий «зроблений наполовину», уперше описаний Сиприани (1928), а потім Альтьєрі (1941).
12. Вузол, що закріплює яку-небудь річ, наприклад, різні ниточки, або пучки вовни й бавовни.

Ниток-підвісок 2-го й більшого порядку, а також знака-визначника у кіпу може не бути. Нитки-підвіски 2-го й 3-го порядку можуть кріпитися безпосередньо над або під вузлом або ж на деякій відстані від них, що поки не знайшло задовільного пояснення в дослідників, але деякі закономірності є:
- якщо на нитці-підвісці розташовано дві або більше додаткових ниток, то розташовуються вони майже завжди в тому самому місці одна біля одної;
- додаткові нитки майже ніколи не розташовуються під складними вузлами й вузлами «у вигляді вісімки», і зазвичай розташовуються над або під простими вузлами, то дуже близько від них, то досить далеко.

Колір нитки також передавав зміст кіпу і може вважатися ключем. Зустрічаються одно-, двох- і триколірні нитки. Інших комбінацій кольорів не буває. Якщо кіпу було числовим, то цифрові знаки-вузли розташовувалися вертикально й знизу нагору від одиниць до десятків і сотень.

## Система кодування

### Ключі кіпу

#### Ключ головного шнура
У головний (несучий) шнур кіпу міг вставлятися ключ (такими могли бути: шматочки дерева, камені, мінерали, метали, рослини тощо) на кільці, що вказувало на значеннєвий зміст самого кіпу або нитки. Це мало значення, тому що дозволяло уникнути плутанини із прочитанням кольору нитки, яка в такому випадку змінювала значення. Наприклад, жовтий колір нитки при наявності різних заголовних ключів дозволяв «прочитати» кіпу по різному: листи кукурудзи й золота нитка як показники вищого порядку (знак-визначник змісту кіпу) двох головних мотузок показують, що одне кіпу належить до сільськогосподарського класу, а інше кіпу — до класу мінералів.
Докладно про це говорить Блас Валера:

| …якщо у плетиві вузлів повинні були бути показані плоди землі, те необхідно було вводити в кільці головного шнура листки молодого кукурудзяного качана; якщо, навпаки, у кіпу хотіли розповісти про метали, те, як спеціальний знак, на головний шнур намотувалися золоті нитки, виготовлені в моїй землі досить вправно. Потрібно знати, що, так, дійсно, використовувалися ті ж кольори, але, по-перше, око повинно було визначити прикріплений до шнура розпізнавальний знак…[42] |

### Кодування кольором

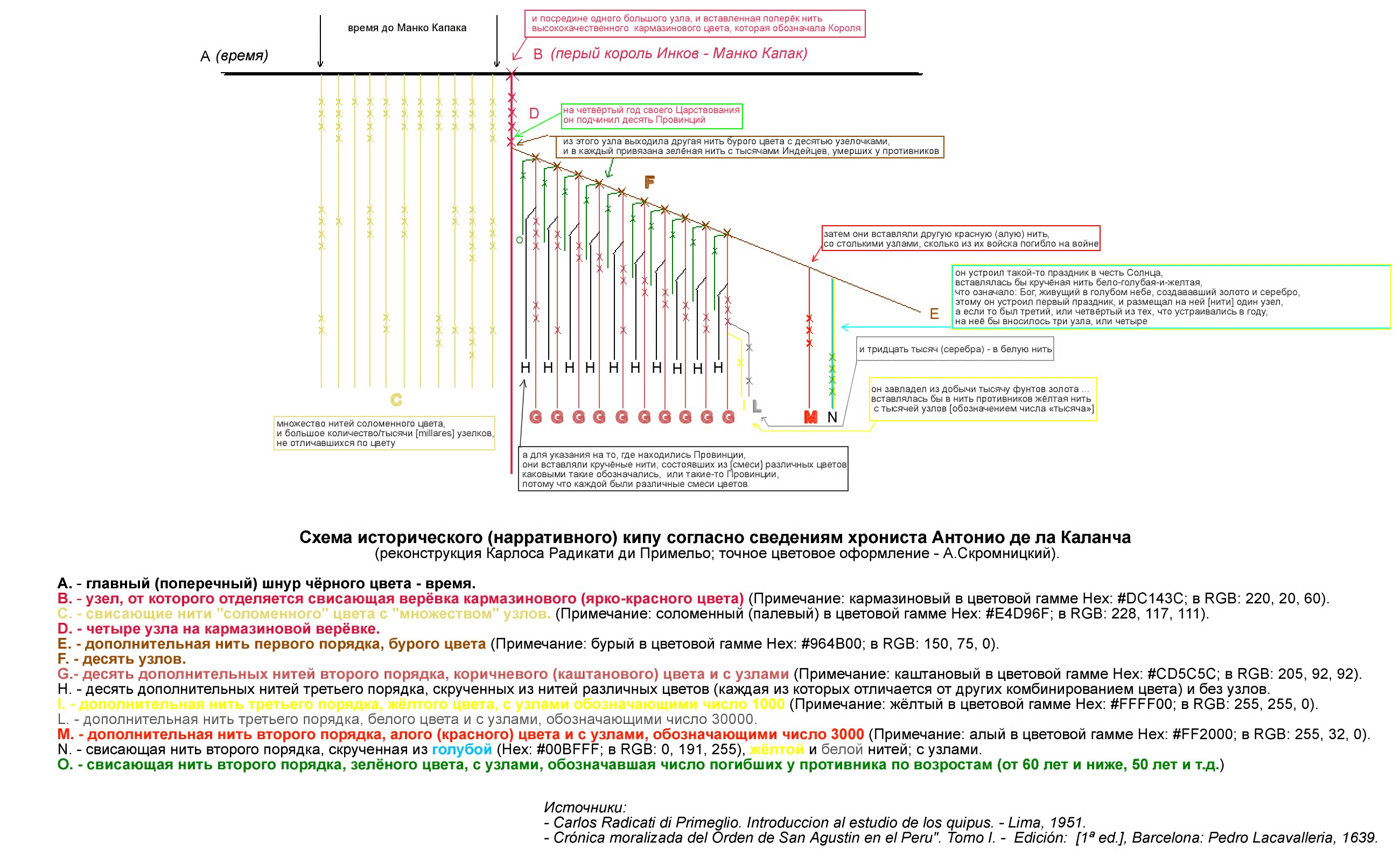
Схема історичного (наративного) кіпу згідно з відомостями хроніста Антоніо де ла Каланча (реконструкція Карлоса Радікаті ді Прімельо; точне колірне оформлення — А. Скромницький)

Сумарно відомо про 24 (або 30) різних забарвлень ниток. Частіше зустрічаються природні кольори бавовни або вовни, слідом за ними — пофарбовані: переважають білий, синій, жовтий, червоний, чорний, зелений, і більше інших — коричневий.
Розподіл кольорів у кіпу:
- один колір для всієї мотузки;
- два або три кольори для кожної мотузки, або один — для кожної крученої нитки;
- два або більше кольорів для тієї ж мотузки, але змішаних усередині кожної крученої нитки за допомогою різнобарвних ниток;
- два й навіть три кольори на тій же мотузці, розміщені у верхній, центральній або нижній частині.

#### Колір нитки як позначення класу об'єктів
Існували такі визначення:
- Чорний — час. Тобто на чорних нитках записувалося «час», «строк», роки, історичні події, поняття «від початку чого-небудь (наприклад, від початку правління короля інків)»; чорний колір тому, що «кіпу повідомляло, скільки ночей минуло з моменту того або іншої події»[43]. Також — хвороба (при наявності ключа в головному шнурі). Цей колір, коли вицвітає на нитках, то може бути переплутаний з темно-темно-коричневим. В археологічних кіпу цей колір зустрічається тільки в комбінації з іншими кольорами. Мартін де Муруа писав, що брат полководця Апукамака був відправлений ним у Куско для передачі тому повідомлення про завоювання провінції Аріка, і він одержав кіпу, що повідомляв про цю перемогу, де в кіпу «було стільки вузлів, скільки селищ було завойовано, стільки маленьких вузликів, скільки було числом переможених індіанців, і на чорній мотузці — число тих, хто загинув на війні»[44]. Під час повстання індіанців Чилі вождь повстанців Лепітран відправив посильного з кіпу із чотирьох мотузок, де також чорний колір означав «час» — ночі.
- Кармазиновий (яскраво-червоний; малиновий) — позначення Інки (Короля, Монархії). На такій нитці могли розташовуватися також вузли «часу», тобто для вказівки на строк правління Інки. Наприклад, 4 вузла — це чотири роки правління Інки. Цей колір згадується тільки в писемних джерелах.
- Бурий (у колоніальних джерелах знаний як земляний) — позначав «підпорядкування», «громадський порядок», «правління», «управління»; наприклад, здійснення підпорядкування правителем Інкою таких от провінцій (під час завоювання). А також — картопля (при наявності ключа в головному шнурі кіпу)[45]. Цей колір згадується тільки в писемних джерелах; найімовірніше, він порівнянний з одним з тонів коричневого кольору.
- Коричневий (точніше каштановий)[46]. У кіпу зустрічається нарівні з білим найчастіше. Існує чотири тони:
  - світло-коричневий — значення невідоме,
  - світло-світло коричневий (майже жовтувато-білий) — значення невідоме,
  - темно-коричневий — значення невідоме,
  - темно-темно-коричневий (майже чорний) — значення невідоме.
- Зелений — «завоювання»; позначення супротивника, або кількість людей, що вмерли в супротивника. На цій нитці розташування було таким: першим ішло повідомлення про тих, кому за шістдесят і старше, а далі згідно зі своїми віками йшли інші молодше на десять років і т. д. На археологічних нитках зустрічається досить рідко. Міг бути двох тонів:
  - світло-зелений,
  - темно-зелений.
- Червоний — війна; власне військо, а також власні втрати на війні. На нитках археологічних кіпу зустрічається досить рідко. Міг бути двох тонів:
  - соковитий червоний,
  - ледь червоний.
- Жовтий — золото (наприклад, воєнна здобич, що складалася із золота вагою в стільки-то одиниць виміру; однак які саме одиниці використовувалися з інкської системи мір і ваг — невідомо). А також — кукурудза (при наявності вставленого в головний шнур маленького кукурудзяного качана, що мав значення ключа для прочитання кіпу). Наприклад, жовта нитка означала кукурудзу, і якщо до неї була прив'язана синя нитка (певна провінція), з тим або іншим числом вузликів, то це говорило про той або інший врожай в цій провінції. На нитках археологічних кіпу зустрічається рідше всього. Міг бути двох тонів:
  - інтенсивний і сяючий, як золото,
  - трохи знебарвлений.
- Білий — срібло; мир. У кіпу зустрічається нарівні з каштановим найчастіше. Існує два тони (який тон що значив — невідомо):
  - яскраво-білий (кольору молока),
  - жовтувато-білий, що називався також «фламандський білий» (ісп. blanco flamenco).
- Фіолетовий (темно-ліловий) — позначення начальника, який би правив у селищі, над територією, людьми; курака; правитель одного або двох селищ. Цей колір згадується тільки в писемних джерелах.
- Синій. На нитках зустрічається досить рідко. Двох тонів (значення невідомі):
  - власне синій,
  - блакитний.
- Солом'яний або палевий колір[en] — позначав відсутність; безладдя в управлінні; «варварство». «З відсутності [кольорів ниток] вони добували відомості про те, чого не було, а по Кипос — те, що відбулося»[47]. Цей колір згадується тільки в писемних джерелах; імовірно, зіставимий з одним з тонів світло-коричневого.

Той же метод позначень, який лежав в основі так званих цензових, тобто рахункових, кіпу (числові знаки в колірних категоріях), дозволяв уводити позначення таких понять, як «начальник» у категорії «іспанці» для позначення, скажемо, Франсиско Пісарро, завойовника Перу, назв відповідних міст у тій або іншій провінції та ін. Що ж стосується географічних назв та особистих імен, які не піддавалися такому «написанню», то, умовно кажучи, можна було використовувати систему, засновану на комбінуванні фонетичних і нефонетичних елементів: підшукувалося кечуанське слово, звучанням близьке до того, яке потрібно було відтворити, і заносилося в кіпу з позначенням відповідної категорії (наприклад, «географічна назва»), щоб уникнути плутанини. Є ймовірність того, що в подібних випадках при відтворенні для одержання правильного тексту слід читати не все слово на кечуа, а лише перший склад, і в такий спосіб зробити з декількох складів потрібне слово. Залежно від тематики кіпу мало, так би мовити, ключові категорії, на основі яких будувався текст. Так, з повідомлення Каланчі й згідно з висновками Д. Роу, для історичних кіпу такими були категорії: «провінції», «фортеці», «правителі», «видобуток» та інші. Той же Д. Роу показав подібність структури адміністративних іспанських текстів, заснованих на інформації, отриманої за посередництвом кіпу, зі структурою текстів хронік таких авторів, як Кабельо Бальбоа, М. де Моруа й П. Сармьєнто де Гамбоа, які й самі, до речі, стверджували, що при написанні своїх праць використовували відомості, отримані від кіпукамайоків.Можна було записати такий текст: «Коли маркіз Пісарро вирушив з Бомбони до Кахамарки, ми дали йому 826 індіанців і всі вони загинули в ході цієї експедиції», а також можна було фіксувати власні імена й географічні назви використовуючи близькі по звучанню кечуанські слова, наприклад — комбінація понять «сокіл» і «золото» передавали назву села Гуаманкоро з населенням в 100 людей. За допомогою кіпу могли, використовуючи, як і в попередньому випадку, здавалося б, зовсім невідповідні категорії («корисні рослини», «дерев'яні вироби» тощо) передати назву долини Пакасмайо, читаючи тільки перший склад у першому й другому випадках і все слово цілком у третьому, так що найменування долини складалося зі слів «картопля», «дерев'яний жезл» і «ріка».

#### Колір нитки для поділу одного виду об'єктів
Якщо об'єкт обліку був один, але було потрібно його розділити за якісними характеристиками, то теж використовувалися різні кольори ниток. Це знаходило застосування:
- Для обліку худоби (лам, гуанако, вікуній, альпака), що мали різний колір вовни. Про це повідомляє Гарсіласо де ла Вега:

| Щоб мати можливість вести облік тієї величезної кількості худоби, якою володіли інки, вони поділяли її за кольором, тому що та худоба пофарбована в численні та різні кольори, як коні в Іспанії, і були в них [спеціальні] назви для кожного кольору. Дуже плямисту худобу, [але] двоколірну вони називали муру-муру, а іспанці кажуть мороморо. Якщо яке-небудь ягня відрізнялося кольором від свої батьків, після того як вони вигодовували його, то переводили в стадо його кольору; і, таким чином, вони з великою легкістю одержували уявлення й знали про кількість тієї своєї худоби за допомогою вузлів, тому що нитки [кіпу] були того ж кольору, що й сама худоба[50]. |
- Для записів законів:

| …незліченне їхнє число [законів] ще сьогодні дотримують вірні індіанці, усі засновані на розумі й дуже багато в чому відповідні до законів самих великих юристів (letrado); вони точно записали й довірили їхнім вузлам на нитках різного кольору, які були в них для їхніх оповідань, і вони так зуміли навчити цим своїх синів і нащадків, що навіть закони, встановлені першими королями — шістсот років тому, зберігаються в їхній пам'яті так, немов вони сьогодні були заново проголошені[51]. |

#### Скручені нитки змішаних кольорів
Суміш кольорів на крученій нитці (скручування різнобарвних ниток в одну) застосовувалася для позначення переліку об'єктів/понять
- «Біла-жовто-блакитна» нитка — позначення релігійного культу; або організації свята на честь Бога (наприклад, Сонця). «Дослівно» це означало «Бог, що живе в блакитнім небі, що створював золото й срібло, цьому він [Інка] улаштував перше свято, і кіпукамайок розміщав на ній [нитці] один вузол, а якщо те був третій, або четвертий з тих, що влаштовувалися в році, на неї б вносилося три вузли, або чотири»[52].
- Для визначення провінцій Імперії Тавантінсуйу: кожна провінція мала свою суміш кольорових ниток. На цій нитці, у свою чергу, могла розміщатися (вставлятися) червона нитка для позначення загиблих у своєму війську «з/у такій-то провінції». Також використання кольорів ниток для провінцій Імперії зустрічалося в кіпу, пов'язаних зі статистикою й оподатковуванням таких провінцій[53].. Ця ж система поширювалася на звіти про географічний і економічний опис Імперії[54].
- Простим сполученням кольорів (методом змішування) звисаючих ниток без вузлів могли передаватися власні імена (згідно з Антоніо де ла Каланча)[55].

Інші змішування кольорів скручених ниток (не розшифровані):
- тип скручування яшмовий, коли в мотузці одного кольору зустрічаються нитки іншого кольору, позначається в дослідженнях символом «j» — «jaspeado» (яшмовий) або «h.» — «hilo en la cuerda» (нитка на мотузці). Зустрічається частіше:
  - молочно-білий — темно-коричневий,
  - молочно-білий — світло-коричневий,
  - білий-фламандський — світло-коричневий,
  - молочно-білий — чорний,
  - темно-коричневий — жовтий,
  - світло-коричневий — чорний,
  - білий-фламандський — блакитний,
  - молочно-білий — блакитний,
  - молочно-білий — зелений,
  - темно-коричневий — ясно-коричневий,
  - чорний з білим,
  - білий з коричневим,
  - червоний — жовтий,
  - червоний — синій,
  - синій — чорний,
  - молочно-білий — темно-коричневий — жовтий,
  - молочно-білий — світло-коричневий — чорний,
  - білий-фламандський — темно-коричневий — червоний,
- тип переплетення нитки одного кольору методом скручування з ниткою іншого кольору (ісп. torzal más torzal), позначуваний у дослідженнях символом «t+t» (зустрічається рідше):
  - синій — червоний,
  - молочно-білий — темно-коричневий,
  - молочно-білий — синій,
  - світло-коричневий із червоним,
  - молочно-білий — червоний,
  - білий-фламандський — темно-коричневий,
  - білий-фламандський — ясно-коричневий,
  - молочно-білий — чорний,
  - темно-коричневий — синій,
  - світло-коричневий — синій,
  - світло-коричневий — темно-коричневий і зелений «j»,
  - темно-коричневий — світло-коричневий і синій «j»,
  - синій — ясно-коричневий і синій «j»,
  - темно-коричневий — світло-коричневий і зелений «j»,
  - білий-фламандський — темно-коричневий і білий «j»,
  - темно-коричневий і світло-коричневий «j» — синій і зелений «j»[56].

Позиційне розташування кольорів (угорі, посередині, унизу) на нитці в дослідженнях позначається символами «½ + ½» (коли використовуються верхня й нижня частини нитки для різного забарвлення), «? + (? + ?)» або «1/3 + 2/3» (коли одна верхня третина нитки одного кольору, а дві третини — іншого), «1/4 + 3/4» (коли одна верхня чверть нитки одного кольору, а три чверті — іншого), «1/4 + 1/4 + 1/2» (коли нижня половина нитки одного кольору, а верхня розділена — на два інших). Для таких випадків змішування кольорів бувають:
- «½ + ½»
- молочно-білий — білий фламандський і червоний «j».
- «1/3 + 1/3 + 1/3»
- синій — червоний — чорний.

##### Непоєднувані кольори ниток
Нитки, що скручуються в мотузку, не сполучалися, очевидно, у таких комбінаціях кольорів:
- усі тони коричневого із червоним
- усі тони коричневого із зеленим

#### Колірний ключ (додатковий) або картуш на звисаючій нитці
Кольори, вишиті у верхній частині кожного тонкої звисаючої нитки, попри те, що в обох класах (сільськогосподарський або метали) кіпу можуть бути однаковими, все-таки показують різні предмети: наприклад, кукурудза, кока й стручковий перець — в одному класі; золото, смарагди й кіновар — в іншому. До того ж «заплетені вправо вузли є саме сумою чисел, зав'язаних на кожній нитці; і сума могла бути відображена в нитці-підсумку (тобто з підсумковими значеннями), куди вводилася загальна кількість товарів, що надійшли; а заплетені вліво вузли говорять про те, що ця кількість товарів лише передбачалася, але вони не надійшли: отже, вони не підраховуються в підсумковій нитці».
Існували різні комбінації кольорів для картушів. Наприклад, у кіпу № 5 з колекції Альтьєрі:
- 1-я звисаюча нитка: картуш білий — червоний.
- 2-я звисаюча нитка: картуш білий — синій — червоний — синій — білий.
- 3-я звисаюча нитка: картуш синій — червоний — білий — червоний — синій — червоний — білий — чорний — червоний.

### «Фактор позиції»
У кіпу також ураховувався фактор позиції, коли певні речі або предмети, про яких ішла мова або складався запис, розташовувалися в порядку зменшення значущості (за яким принципом і як — поки що невідомо). Так, Гарсіласо де ла Вега із цього приводу пише, що:
| Предмети, що не мають [специфічного] кольору, розташовувалися у своєму порядку, починаючи від [предметів] найвищої якості й значення, [поступово] переходячи до менш коштовних, кожна річ у межах свого виду [або роду], як буває в злакових і овочів. Візьмемо для порівняння культури Іспанії: спочатку йде пшениця, потім ячмінь, потім горох, боби, просо і т.д. І точно так само вони вели лік зброї, ставлячи спочатку те, яке вважалося найблагороднішим, як-от: піки, а потім дротики, лук і стріли, дрючки й сокири, пращі й уся інша зброя, яку вони мали. А коли йшлося про васалів, вони звітували про мешканців кожного селища, а потім разом кожної провінції: на першій нитці вони фіксували старих від шістдесяти років і більше; на другій — зрілих людей від п'ятдесяти й вище, а третя фіксувала сорокалітніх, і так щодесять років аж до грудних дітей. У такий же спосіб вони лічили й жінок за віком[60]. |
У Пам'ятній записці, складеній на основі кіпу і представленої в 1561 році кураками Хаухи в Аудієнцію Ліми, значущість для індіанців предметів побуту й господарювання (у тому числі і європейських) групувалася в певні класи в порядку зменшення. З документу випливає, що індіанці більше цінували кінуа, ніж картоплю, а європейських курок, що вперше з'явилися в Перу в 1537 році, більше ніж місцеву дичину:
- 1.°: люди,
- 2.°: південноамериканські верблюдові, худоба,
- 3.°: тканини,
- 4.°: вирощувані харчові продукти,
- 5.°: предмети з агави,
- 6.°: кераміка,
- 7.°: птиця,
- 8.°: рослинні продукти, що не культивуються,
- 9.°: продукти не вирощувані,
- 10.°: люди, призначені для переміщення (пересування),
- 11.°: худоба, призначена для переміщення (пересування),
- 12.°: харчі, призначені для переміщення.

### Формат «утворення серій»

#### Серії, що утворюються кольором
Формат утворення серій зі звисаючих ниток на головному шнурі виглядав так:
- Нитка 1 — Колір A
- Нитка 2 — Колір B
- Нитка 3 — Колір C
- Нитка 4 — Колір D
- (проміжок)
- Нитка 1 — Колір A
- Нитка 2 — Колір B
- Нитка 3 — Колір C
- Нитка 4 — Колір D
- (і т. д.)

Цей набір повторюваних вузлів на кожній нитці, але різних кольорів, говорив про нечислове значення кіпу. Створення серій ниток (часто без вузлів), очевидно, спрощувало складання кіпу, як це роблять європейці, проставляючи ініціали або абревіатури. Щодо таких кіпу хроніст Бернабе Кобо писав, що тільки кіпукамайок, що їх склав, їх же й міг «прочитати».

#### Утворення серій за допомогою проміжків
Іншим видом утворення серій було розташування звисаючих ниток через певний розмір проміжку між групами таких ниток, якби вони були поділені на секції.

### Довжина мотузок і ниток-підвісок
У кіпу, що мають формат «утворення серій», зустрічаються нитки-підвіски однакової довжини, але в різних «серіях», «групах». Послідовність ниток-підвісок у різних «серіях» також могла дотримуватися. Із чого видно, що довжина ниток мала певне значення й підпорядковувалася якомусь порядку.

### Кодування числами
Кожне селище, що було столицею провінції, мало свою цифру. Наприклад, для позначення того, що «Манко Капак, перший правитель Інка, завоював першу столицю провінції, у нитку вводився один великий вузол, другу — два великі вузли, і так — з усіма іншими. Відомо, що в Куско, столиці Імперії, було три, або чотири вузли, один над іншим». А також, що віддаленість провінції від столиці імперії Куско часто ставилася в залежність від порядкового числення: наприклад, чим ближче провінція, тим вона або її представник-курака ближче в службах, походах, ритуалах, церемоніях до правителя Інки.
Також відомо, що «три вузлики у формі вісімки на початку кіпу (в одному з 21 знайдених в 50-х роках XX століття доктором Артуром Хіменесом Борха у підлозі будинку інкського сановника-кіпукамайока в адміністративному центрі Пуручуко, в околицях Ліми) являють собою посилання на місце, а саме топонім Пуручуко».

### Кодування вузлами
Марсія Ашер і Роберт Ашер, після аналізу декількох сотень кіпу, показали, що в більшій частині інформація в кіпу є числовою, і ці числа можуть бути прочитані. Кожна група вузлів — цифра, і є три головні типи вузлів:
- прості вузли, просмикнуті мотузкою зверху вниз;
- «довгі вузли», що складаються із просмикнутої зверху вниз мотузкою, з'єднані вузлом з одним або кількома додатковими поворотами;
- вузли у вигляді цифри «вісім» — 8.

У системі Ашера четвертий тип вузла — «у-виді-вісімки» з додатковим скручуванням відноситься до «EE». Число ж представлене як послідовність груп вузлів (кластерів), з основою 10 — у десятковій системі числення.
Отже:
- Ступінь десятка показується положенням уздовж нитки й вишиковується наступними один за одним витками.
- Цифри в положеннях десятка й більш високі ступені представлені групами простих вузлів (наприклад, 40 — чотири прості вузли в ряд у положенні «десятків»).
- Цифри в місцях «одиниць» представлені довгими вузлами (наприклад, 4 — це вузол з 4 обертами). Через манеру зав'язування вузлів цифра 1 не може бути показана подібним чином, і представлена в даному положенні «у-виді-вісімки».
- Нуль показаний відсутністю якого-небудь вузла у відповідному положенні.
- Оскільки однозначні числа від 0 до 9 показані особливим способом, то зрозуміло, де число закінчується. Тому одна звисаюча нитка в кіпу може містити кілька чисел.

Наприклад, якщо 4s представляє чотири прості вузли, 3L — представляє довгий вузол із трьома обертами, E — представляє вузол «у-виді-вісімки», а X — представляє незаповнене місце, тобто 0:
- Число 731 було б представлене як — 7s, 3s, E.
- Число 804 було б представлене як — 8s, X, 4L.
- Число 107, супроводжуване числом 51, було б представлене як — 1s, X, 7L, 5s, E.

Це прочитання може бути підтверджене наступним фактом: кіпу постійно містять суми, складені систематичним шляхом. Наприклад, нитка може містити суму наступних n ниток, і ці взаємозв'язки повторюються в кіпу неодноразово. Іноді це також підсумкові суми. Такі взаємозв'язки були б неймовірними, якби вузли були прочитані неправильно. Деякі дані не є числами, їх Ашери називають числовими ярликами. Вони все-таки складаються із чисел, але число, що утворюється у підсумку, здається, використовується у вигляді якогось коду, що дуже схоже на наше використання чисел для впізнання окремих осіб, місць, або предметів. Відчуваючи нестачу контексту окремих кіпу, важко встановити, що міг би означати який-небудь даний код. Інші види кіпу, можливо, передавали також інформацію: кодування кольором, що відповідає розміщення ниток, інтервал, і сама структура ниток і додаткових ниток, що відгалужуються. Дехто стверджував, що в кіпу не тільки одна числова інформація, а воно являє собою й систему писемності. Це було б особливо важливим відкриттям, оскільки немає збережених текстів, написаних мовою кечуа, у період, що передує іспанському вторгненню. Можливі причини цієї очевидної відсутності писемної мови включають:
- фактична відсутність писемної мови,
- знищення іспанцями всіх писемних звітів,
- успішне приховання місцевим населенням таких звітів.

Історики Едвард Хаймс і Джордж Ордіш вважають, що кіпу було інструментом запису, подібного до музичної нотної системи позначень, у якій ноти на сторінці представляють основну інформацію, і що виконавець міг би запровадити в життя ті складові.
У 2003 році, у той час як перевірка геометричних знаків токапу, що були на малюнках Інкських одіянь у книзі «Перша Нова Хроніка й Добре Правління», написаного Феліпом Ваманом Пома де Айяла в 1615 році, Вільям Бернс Глінн знайшов зразок, який, здається, допомагає розшифрувати деякі слова в кіпу, зіставляючи вузли з кольорами звисаючих ниток. 12 серпня 2005 року виходить у світ номер журналу «Science» з повідомленням, озаглавленим «Khipu Accounting in Ancient Peru» і складеним антропологом Гері Ертоном і математиком Керрі Дж. Брезайн. Їхня робота може вважатися першою ідентифікацією кіпу як нечислового явища, а послідовність трьох вузлів «у-виді-вісімки» на початку кіпу, яке, здається, є унікальним означаючим. Це міг бути топонім для міста Пуручуко (Puruchuco, поблизу Ліми), або ім'я зберігача кіпу, який його склав, або сам предмет, про який йдеться, або навіть покажчик часу.

### Числові кіпу
У числових кіпу розташування значень було позиційним. Відстань між вузлами (або групами вузлів), що позначають одиниці, десятки, сотні і т. д., у середньому становить від 4 до 6 см. Для прикладу, в кіпу, що найчастіше зустрічаються, із трьома порядками (одиниці, десятки, сотні) самі верхні — сотні — розташовані на звисаючих нитках нижче головного шнура приблизно на 10-11 см, середні — на 14-15 см, нижні — у межах 20-35 см.

#### Позначення деяких чисел
На відміну від арабських цифр, де для написання числа 10 000 потрібно записати 5 цифр: 1 одиниця й 4 нулі, у кіпу досить було зав'язати 1 вузол у потрібній позиції звисаючої нитки, оскільки нулями вважалися порожні позиції нитки. Слід зауважити, що не завжди відсутність вузлів на нитці позначало «нуль», оскільки така нитка в нечислових кіпу також могла бути власним ім'ям, напр. назвою провінції.

#### Арифметичні обчислення за допомогою кіпу

##### Додавання й віднімання
Робити такі арифметичні операції як «додавання й віднімання за допомогою кіпу майже так само легко, як це робиться арабськими цифрами на аркуші паперу». Уже в перших словниках мови кечуа було зафіксоване слово quipuni — лічити за допомогою вузлів. Так, підсумовування чисел 352, 223 і 324 провадиться зав'язуванням вузлів на нитках у відповідних місцях і горизонтальним «прочитанням» праворуч ліворуч або навпаки.
| 1-я нитка | 2-я нитка | 3-я нитка | 4-я нитка (підсумок) |
| --------- | --------- | --------- | -------------------- |
| 3         | 2         | 3         | 8                    |
| 5         | 2         | 2         | 9                    |
| 2         | 3         | 4         | 9                    |

Аналогічно з відніманням. Якщо ж додавання дає в одному горизонтальному ряду число більше, ніж 9, наприклад, 11, то десятка у вигляді 1-го вузла переноситься на верхній горизонтальний ряд. Дані операції, однак, проводилися на юпані, оскільки вузли в кіпу робилися так, що розв'язати їх було непросте, тобто кіпу — показувало й саме обчислення, і його результат, у той час як юпана — або тільки вихідні дані, або їх результат.

### Використання як календаря
Обчислення часу також здійснювалося й реєструвалося за допомогою кіпу, як помітив американський дослідник Гері Ертон, і, схоже, у зв'язці з юпаною — рахівницею інків. Фахівці інків, що займалися календарями, називалися «кільякіпок»: слово «кілья» означало «Місяць» (богиня Місяця), «місяць», «місячний рік»[65]. Про «філософів-астрологів» говорив Феліпе Ваман Пома де Айяла (1615), що вони у своїй роботі використовували кіпу, він же намалював одного такого астролога, що несе в руці кіпу, під фігурою якого написано «астролог, поет, що відає про обертання сонця й місяця, затемнення, зірки і комети; про час [настання] неділі [кожні 10 днів], і місяця [кожні 30 днів], і року, і про чотири вітри світу, щоб сіяти з давніх часів їстівне».

### Використання як топографічної системи «секе»
Секе, що мали своє матеріальне втілення в нитках і вузлах кіпу, являли собою уявні лінії-напрямні, тобто вектори, що виходили із храму Коріканча в Куско в усі сторони Імперії Інків, а саме — до священних місць — вак. Лінії були тісно пов'язані не тільки з географією й геометрією, але також і з астрономією й соціумом, оскільки кожна вака з'єднувалася в уяві андських народів також з небесними тілами: темними туманностями, зірками й планетами; а також із соціальними групами. Здебільшого це були лінії, пов'язані з паломництвом. Час в Інків, дійсно, настільки поєднувався з простором, зайнятим людиною, що «ceques», лінії, що виходили із центру Інкського миру, міста Куско, дозволяли визначити не тільки соціальні групи й 328 вак, що позначають ритуальний календар Інків з 328 днів, а деякі ваки також вважалися астрономічними обсерваторіями, що вказують місце деяких знаменних сонячних і місячних позицій.

### Використання для запису законів і судових рішень
Найчіткіше про застосування кіпу як звід законів Інків сказано в «Доповідях» віце-короля Мартіна Енрікеса де Альманса. Так інкські судді «вдавалися до допомоги знаків, що були в кіпу і… інших, що були на декількох різнобарвних дошках, із чого розуміли, яка була провина кожного злочинця».
Юрист Хуан де Матьєнсо в 1567 році писав, що «позови, які індіанці вели з касіками або знатними людьми, цивільні й карні, їх записував у кіпу тукуйріку [Тукрікук апу — керуючий, приписуючий суддя, що запобігає поганим справам]» і що вирок, що виноситься алькальдами «повинен був бути записаний, а якщо ні, то повинен залишитися у використовуваних ними кіпу», і щоб «скарги індіанці приносили до іспанського коррехідора, а за його відсутності — до тукуйріко, щоб він вніс це у своє кіпу на пам'ять і кожні чотири місяці ходив до міського коррехідору, щоб у прискореному порядку здійснити правосуддя щодо скарг, які він носив у кіпус». Самі «тукуйрікос, що були подібними до коррехідоров провінцій, вирішували позови й відправляли до Інки, у кіпу, рішення щодо злочинів». Про використання кіпу при винесенні вироків повідомляв також Гарсіласо де ла Вега:
| Повідомлення спрямовувалися для того, щоб було видно, чи мало місце правильне правосуддя, щоб молодші судді не проявляли б недбалості в його здійсненні, і, якщо вони його не здійснювали, їх строго карали. Це було подібним до таємних перевірок на місці (recidencia), які здійснювалися щомісяця. Формою передачі таких повідомлень інку і його [людям] з його верховної ради були вузли, що зав'язувалися на шнурах різного кольору, за допомогою яких вони розуміли один одного, як за допомогою цифр, тому що вузли такого й такого кольору говорили про злочини, які були покарані, а певні ниточки різного кольору, якими були перехоплені товстіші шнури, говорили про покарання, які були здійснені, і про закони, які були застосовані. І в такий спосіб вони розуміли один одного, тому що не мали писемності (letras)[86]. |
Розмальовані дошки й кіпу, що містили звід законів були знищені іспанцями під час завоювання Імперії інків і міста Куско зокрема.

## Згадки конкістадорів, колоніальних істориків та чиновників

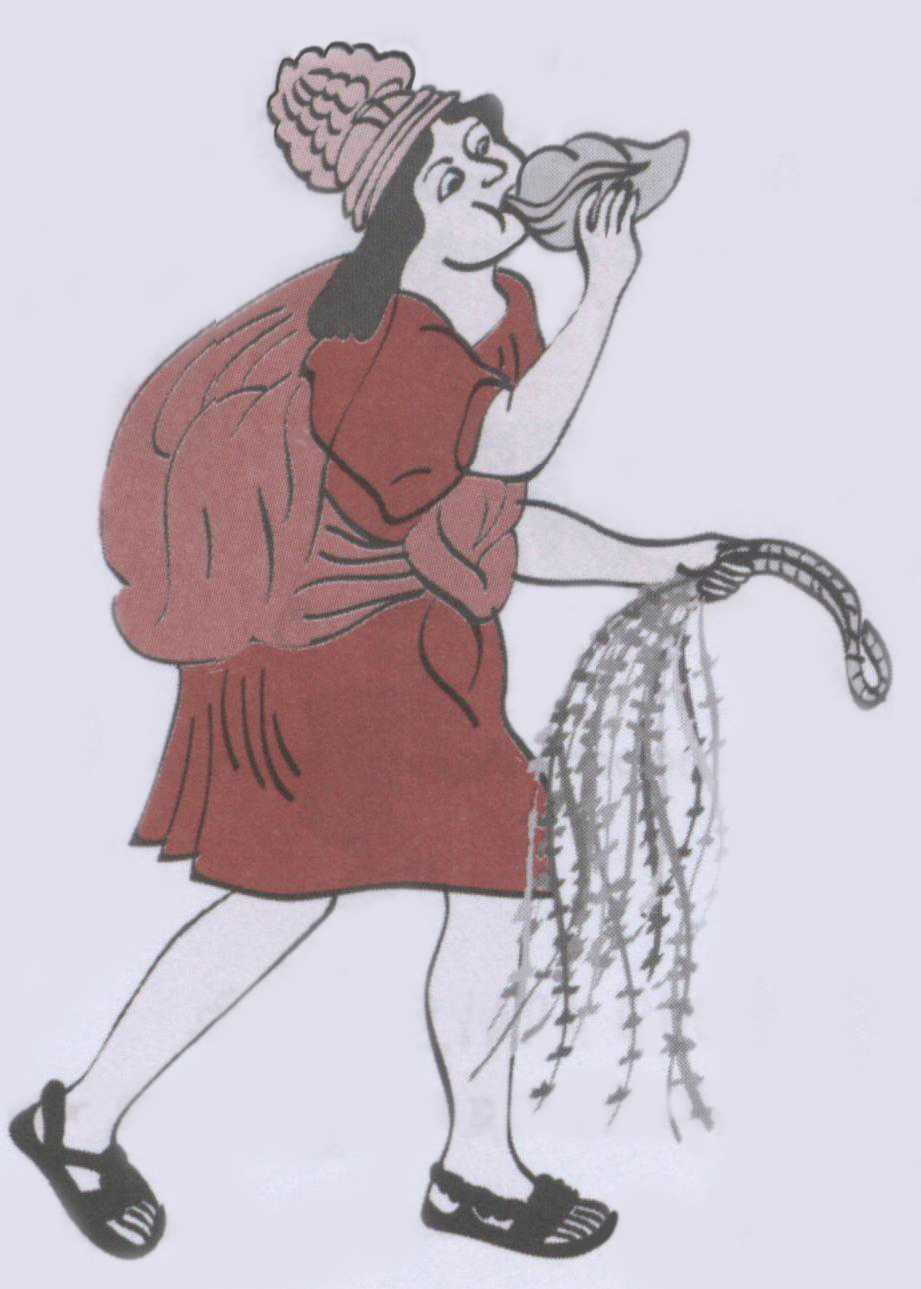
Гравюра XVI століття, що зображує часкі, поштового гінця в інків, що тримає кіпу у лівій руці й мушлю-горн — у правій (Felipe Guamán Poma de Ayala, 1616).

### Ернандо Пісарро, 1533
Хронологічно перші відомості про кіпу відомі з його листа до Королівської Аудієнсії. Пісарро підкреслював, що використання кіпу було всеосяжним і що обліку підлягали різні предмети, ресурси й люди. Так він писав, що «у Калькучіми [Чалькучіми] було багато людей, і дуже гарних, яких він, у присутності християн, підрахував за допомогою своїх вузлів», і що таких вийшло «35 тисяч індіанців».

### Повідомлення Кіпукамайоків, 1542
У «Повідомленні кіпукамайоків» («Relacion de Quipucamayos») наводиться (1542) згадка про кіпу:
| Ці кипукамайо[ки] були на зразок істориків або обліковців розрахунків, і їх було багато, і в усіх них була відповідність у їхній кіпу і в розповідях; їхнім єдиним заняттям було вести важливий облік [відомостей] за допомогою своїх кіпу будь те про походження й початок Інків, будь те про кожний з них окремо, від народження кожного, а також про інші справи, що сталися в часи кожного із цих правителів. Вони були зобов'язані інформувати й звітувати про все, про що б їх не спитали, і були зобов'язані навчати своїх дітей, і гарненько їх перевіряти, показуючи їм значення кожної речі (Повідомлення кіпукамайоків (1542)[90]). |
Про копії записів у кіпу у різних кіпукамайоків сказано, що: «Тих, кого привели до Вака де Кастро, попросили дати час, щоб підготувати свої кіпу, і перевірити їх, кожного окремо один від одного, щоб побачити, чи узгодяться вони один з одним у розповідях, які кожний давав». Вказується єдине джерело історій і розповідей — кіпу. «Ті (іспанці) записували, те, що за допомогою кіпу, викладалося», «За звітами з кіпу», «даючи звіт про стародавності, ці обліковці говорили». Про можливий спосіб передачі інформації за допомогою кіпу також говориться, що: два кіпукамайока, мешканці Пакарітамбо, повідомили, що «їхні батьки й дідусі кіпукамайоки, з Інків, розповідали своїм дітям і онукам, наказуючи тримати це в таємниці, [що] Манко Капак був першим Інкою, сином одного кураки, правителя Пакарітамбо, імені якого вони не [змогли] дізнатися, але оскільки вони звідти ж, то змогли з'ясувати його походження». Про державне забезпечення говориться, що: «цим [кіпукамайокам] виділялася досить повноцінна частка із усього роду провізій на кожен місяць року, і їм надавалися дружини й слуги, і в них не повинно було бути іншого заняття, а тільки ретельно вести облік за допомогою своїх кіпу, і гарненько їх складаючи, відповідно до правдивого повідомлення».

### Педро де Сьєса де Леон, 1553—1554

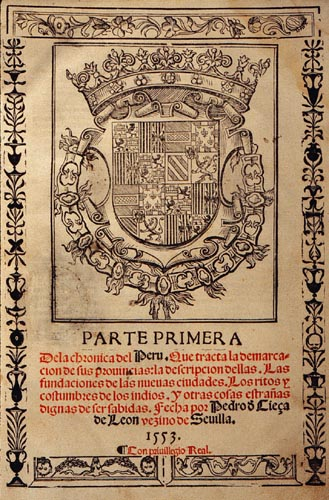
Перша частина книги «Хроніка Перу»

Першим іспанським автором, що опублікував (1553) свою роботу (Хроніка Перу), де говорилося про кіпу, був Педро де Сьєса де Леон (Педро де Сьєса де Леон). У другій частині хроніки (1554) він охарактеризував кіпу таким чином:
| Крім того, у них був інший статут, [з якого] знали й відали про те, як потрібно було здійснювати стягнення податей, [управління] провінціями, забезпечення, будь то при проходженні короля з армією, будь то при відвідуванні ним королівства, або не вникаючи в усе це, розуміти, що надходило в сховища й платили піддані, таким чином, щоб не нанести їм [якого-небудь] збитку, так добре і гарно, що вони наголову перевершували майстерність писемності, що використовувалася мексиканцями для їхніх підрахунків і торгівлі. І це були кіпу, що являли собою великі нитки зв'язаних мотузок, і ті, хто цим займалися, були рахівниками, що відали числами цих вузлів, з їхньою допомогою вони надавали відомості про здійснені витрати або про інші речі, що сталися багато років тому; і цими вузлами вони лічили від одного до десяти, і від десяти до ста, а від ста до тисячі; і [в] одній із цих ниток міститься підрахунок [чогось] одного, а в іншій — іншого, і в такий спосіб це робиться, що для нас цей рахунок дотепний і таємничий, а для них самий звичайний (Педро де Сьєса де Леон. «Хроніка Перу», Частина друга, Глава XII[94]). |
Він же повідомив про небувалу точність обліку за допомогою кіпу: «У кожній столиці провінції були рахівники, називані кіпукамайо[ки] [quiposcamayos], і за допомогою цих вузлів вони вели обчислення й облік необхідних податей, що сплачуються мешканцями того району, починаючи зі срібла, золота, одягу й худоби, і закінчуючи дровами, і іншими куди більш незначними речами; і за допомогою цих самих кіпу після закінчення одного року, або десяти, або двадцяти, сповіщали того, кому було доручено збирати звіт[и]; і настільки добре це робилося, що й пари альпаргат не можна було приховати».

#### Про строки звітності за кіпу
Сьєса де Леон наводив відомості про кількість посад кіпукамайоків в окремо взятій територіальній одиниці: «і в кожній долині цей облік є й сьогодні, і завжди в постоялих дворах стільки рахівників, скільки в ній [долині] управителів, і кожні чотири місяці вони представляють свої звіти вищезгаданим способом». Для провінцій установлювався строк подачі звітності — 1 рік, оскільки «наприкінці року кожна провінція наказувала внести в кіпу за кількістю його вузлів усіх людей, що як умерли там у той рік, так і, відповідно, тих, хто народився. І на початок року, у який вступали, вони приходили в Куско з кіпу, з яких ставало зрозуміло, скільки в той рік народилося, і скільки померло».

### Гарсі Дієс де Сан-Мігель, 1567
Іспанський чиновник Гарсі Дієс де Сан-Мігель у своєму «Повідомленні» (1567) найдокладніше дослідив систему податей і міти в провінції Чукуіто (біля озера Тітікака), повідомив про високу точність обліку, наявність посади головного кіпукамайока в селищі, що поділялося на дві общини, і відповідно було два частково паралельних обліки в одному селищі. Він же найточніше повідомив про те, особи якого віку були платниками податі:
| Того касіка й кіпукамайо[ка] запитали про те, якого віку, і які індіанці платили податі в часі Інги. Вони сказали, що чоловіки від тридцяти до шістдесяти років платили податі, а старі від названого віку й вище нічого не платили, і що молоді люди від тридцяти років і нижче, а також хлопчики [займалися тим, що] обслуговували перенесення раковин молюсків [caracoles], і пір'я, і птахів, і збирали гриби, і носили дрова й солому, і інші речі, як він їм наказував, і що всі індіанці, що містилися в заяві вищезгаданого дона Мартіна Карі, ті ж самі, що й у його кіпу, були індіанцями-платниками податі від названих тридцяти до шістдесяти років […] (Гарсі Дієс де Сан-Мігель. «Повідомлення» (1567)[95]). |

### Франсиско де Толедо, 1572

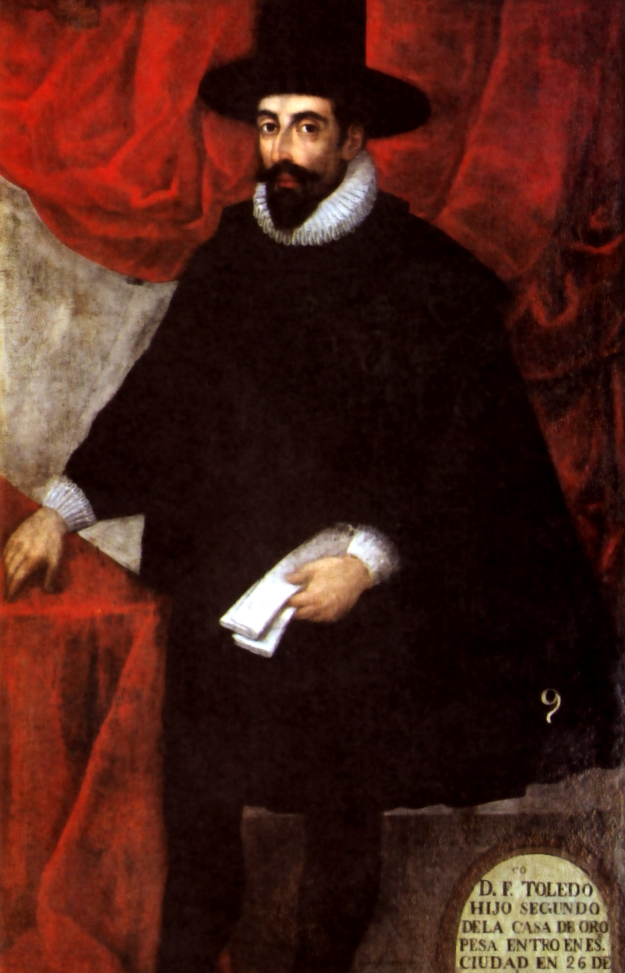
Франсиско де Толедо

Губернатор Перу Франсиско де Толедо по-своєму цікавився історією Інків і, впроваджуючи свої укладення, усіляко намагався зобразити правителів Інків тиранами й окупантами, при цьому зібравши, за допомогою своїх чиновників, низку дуже цікавих відомостей про кіпу і знаки інків:
| Зібрані разом [індіанці, нотаріус, коррехидор Ондегардо, перекладач та інші], вищезгаданий алькальд Двору [Grabiel de Loarte], через вищезгаданого перекладача [Gonzalo Gómez Jiménez] отримав і прийняв від них клятву Господом, за формою, і у вигляді хреста, виконану їхніми руками, про те, що вони будуть говорити правду, про що знають і про те, що їх будуть запитувати; коли клятва була прийнята, вищезгаданим індіанцям було прочитано все те, що було записано й намальоване на тих чотирьох полотнах, як про ідолів Інків, так і про намиста [medallas — «емблеми, намиста»] у їхніх жінок або родин [ayllos], та історія з оторочок [la historia de las cenefas] про те, що трапилося в часи кожного Інки, і легенда [про нього] і варті уваги речі, розміщені на першому полотні, вони говорять, що з Тамботоко [Інки або полотнище?], і легенди [казки] про діяння Віракочи, що йдуть на оторочці першого полотна по [його] основі й початок Історії, кожне окремо…(Лист Дона Франсиско де Толедо до Ради Індій, Куско, 1 березня 1572 г.[96]). |

### Поло де Ондегардо, 1559—1572
Великий знавець індійських стародавностей Поло де Ондегардо («Доповідь про походження Інків, і про те, як вони розширили свої завоювання, 1572»), першим з європейців, що знайшов мумії правителів інків, завдяки кіпу дав одну з найбільш достовірних первісних версій про строки правління Інків:
| Вони зберігають спогад про цих Правителів за допомогою своїх кіпу, але якщо ми розміркуємо за часом, який кожний, як сказано, жив, історичний період не може бути розташований далі в минуле, ніж на чотири сотні років, [і це] саме раннє. - Хуан Поло де Ондегардо. Доповідь про походження Інків, і про те, як вони розширили свої завоювання, 1572[97] |

### Кристобаль де Моліна, 1575
Про впорядкування й реформування системи кіпу в 1575 році у своєму «Доповіді про Сказання й Обряди Інків» священник Кристобаль де Моліна повідомляє таке:
| Сама система стала досконалішою за Інки Юпанки, який першим почав завойовувати цю землю, уводити, увести до ладу нього ж Інки не просунулися далі околиць Куско, що виявляється з доповіді, що нині перебуває в руках вашого Преподобія. Цей Інка, виявляється, перший, хто наказав і заснував церемонії й культ. Він був тим, хто встановив 12 місяців року, даючи імена кожн, що й наказав церемонії, які повинне дотримувати в кожному. Навіть попри те, що його предки використовували місяця й роки, підраховуючи за допомогою кіпу, вони усе ще ніколи перед тем не впорядкували їх у такий порядок, до часів цього Владики. - Кристобаль де Моліна. Доповідь про Сказання й Обряди Інків, 1575[98] |
Він же повідомляє про записи хронологічного характеру:
| Проте, у них чудовий спосіб лічити за допомогою вовняних мотузок і вузлів, вовна ж - різних кольорів. Вони називають їх «кіпу», за їх допомогою вони можуть розуміти так багато значень, що вони можуть звітувати про всі події, які трапилися в їхній землі більш ніж за 500 років. У них є знавці-індіанці, що були майстрами в мистецтві читати кіпу, і знання передавалося в спадок з покоління в покоління, так що і найменша річ не губилася. - Кристобаль де Моліна. Доповідь про Сказання й Обряди Інків, 1575[98] |

### Фернандо Мурільо де ла Серда, 1589
Характер використання кіпу в облікових (бухгалтерських) операціях приходу, витрат, оплати податей, одержання й видачі продукції індіанців описаний іспанським чиновником Фернандо Мурільо де ла Серда (1589):
| Сьогодні [1589?] тут триває використання якихось кіпу, які ми називаємо книгами рахунків, попри те, що в індіанців не було таких речей, як рахівничі книги, крім тих кіпу, що являють собою кілька вовняних мотузок різних кольорів, а на них безліч вузлів, як отут показане [зображення не наводитися у виданні, але є в рукописі]. Одні відрізняються від інших, так що за різноманітністю вони розпізнають і впізнають в обліку величини, що надійшли й були витрачені, і золоті й срібні песо, віддані, і сплачені, і отримані. Іспанці не зрозуміли цього різновиду обліку, коли завоювали королівство, не змогли вони вивчити його й донині. Це рахівництво має добру довіру в тих містах тільки серед деяких індіанців, що заслуговують довіри, яких вони називають «кіпо камайос» [quypo camayos], тобто «керуючі справами тих звітів» і «головні рахівники» [contadores mayores]. Облік усієї домашньої худоби, і плодів, і общинних полів — от їх обов'язок… і ці «кіпу камайос» складають звіт перед судовою владою, і усно звітують про все. - Фернандо Мурільо де ла Серда. Лист про знаки, що використовувалися Індіанцями до завоювання, 1589[99] |

### Хосе де Акоста, 1590

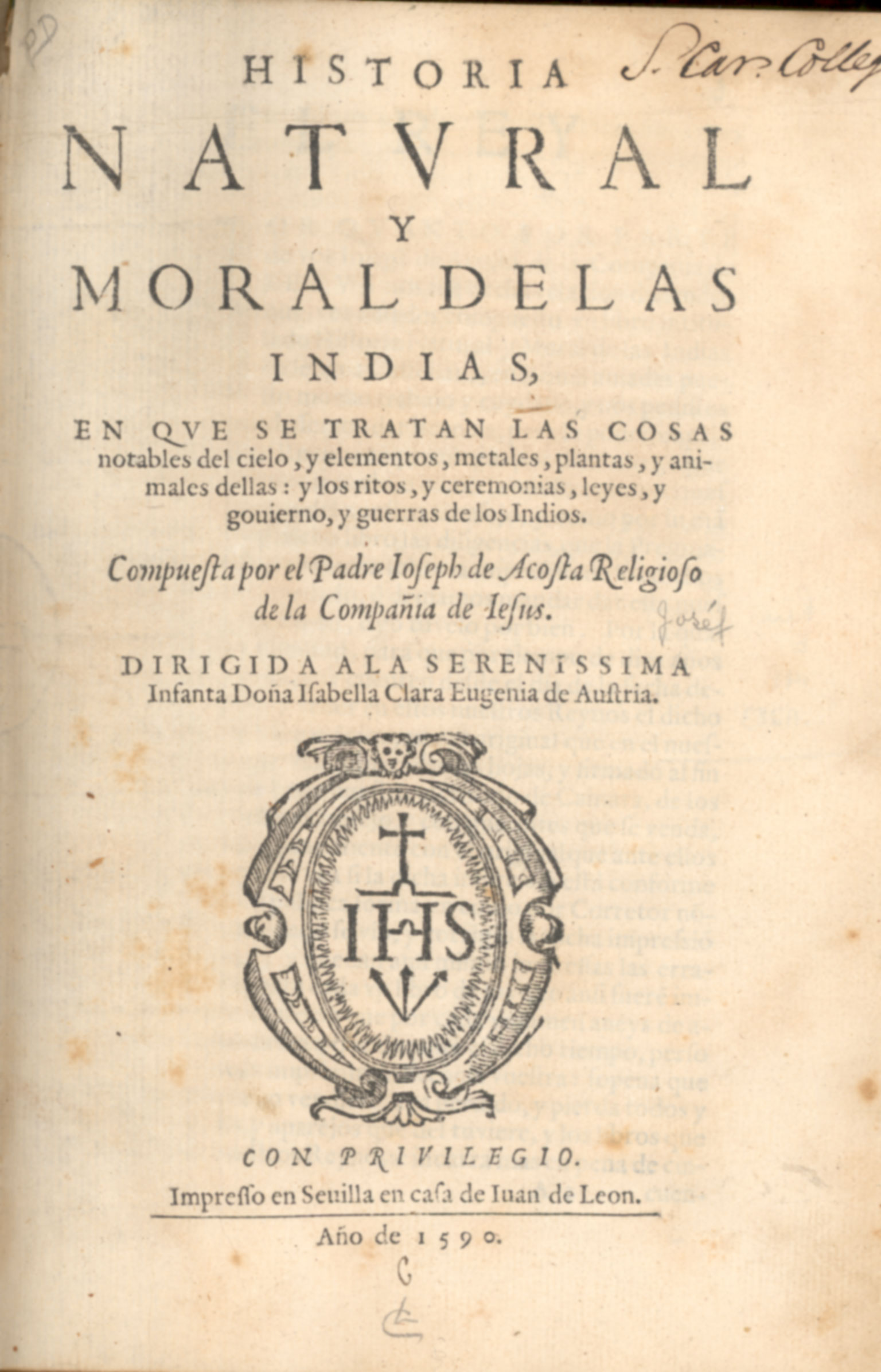
Титульний аркуш «Природної й моральної історії Індій». Севілья, 1590 рік

Цей хроніст найбільше докладно зупиняється й на юпані, яку описує як предмет, нерозривно пов'язаний з кіпу, зроблений:
| … із зерен маїсу, — справа ця дивовижна; оскільки це дуже складне обчислення, у якому гарному рахівникові з пером і чорнилом буде важко визначити, скільки кожен повинен одержати, взявши стільки звідти й додавши стільки звідси, і із сотнями інших повторюваних слів [дій]. Ці індіанці візьмуть свої зерна й покладуть одне тут, три там, вісім, не знаю де; вони перемістять одне зерно звідси, обміняють три звідти сюди, і, по суті, завершать свій підрахунок точно, без найменшої помилки, і вони знають набагато краще, як вести облік, і звітувати про те, скільки кожен повинен заплатити, ніж ми можемо зробити це за допомогою пера й чорнила. - Acosta, Joseph de. Historia natural y moral de las Indias, 1590[100] |
Він порівнює обчислення індіанців з тим, що таке міг би здійснити тільки європеєць, що, до того ж, мав бути великим фахівцем у підрахунках за допомогою пера й паперу. Ще Акоста говорить про те, що тексти християнських молитов в індіанців викладалися на землі у вигляді «коліс» (мабуть, округлі ємності з бортами), які можна було «читати» для освіження пам'яті: «Окрім цих кіпу із нитками, у них є інші [кіпу-юпана] з камінчиками, за якими вони точно вивчають слова, які прагнуть дістати з пам'яті». В оригіналі йдеться про інший вид кіпу, і саме по ньому йде комбінація з вербальним/«записаним» матеріалом. Але, як видно, «іншим видом кіпу» Акоста називав юпану. Далі в нього йдеться про немічних старих з колесом, зробленим з камінчиків (як виглядало це коло/колесо камінчиків, не зрозуміло). Ці «колеса камінчиків», як це не парадоксально, містять «текст» різноманітних молитов. Далі сказано: «Варто бачити, як вони усувають помилки, яких припустились; для внесення виправлення їм достатньо лиш глянути на свої камінчики…», і ще: «…Таких звичайно чимало на церковних цвинтарях для цієї мети [тобто для складання молитов]».

### Інка Гарсіласо де ла Вега, 1609
Одне з найбільших повідомлень про кіпу знаходиться в книзі «Справжні коментарі» Інки Гарсіласо де ла Веги (1609):
| Про арифметику вони знали багато й чудовим образом, тому що вузликами, зав'язаними на нитках різних кольорів, вони вели лік усьому тому, що було в королівстві інків з обкладання й звільнення від податків і контрибуцій. Вони підсумували, віднімали й множили тими вузликами, а щоб знати, що припадає на кожне селища, вони здійснювали розподіл зернами маїсу й камінчиками, і в такий спосіб у них виходив точний підрахунок. І, оскільки по кожній справі у мирі й на війні, по васалах, податках, худобі, законах, церемоніях і всьому іншому, що вимагало рахунку, у них були самостійні лічильники, і вони займалися у своїх міністерствах і зі своїми рахунками, вони з легкістю вели [рахунок], тому що рахунок кожного з тих предметів (cosa) знаходився у самостійних нитках і зв'язках [ниток], немов в окремих зошитах, і, якщо навіть один індіанець відповідав би (як старший лічильник) за два, або три, або більше предметів, рахунок з кожного предмету вівся б окремо. Далі ми дамо докладніше повідомлення про спосіб рахунку, і як вони розуміли один одного за допомогою ниток і вузлів. - Інка Гарсіласо де ла Вега. «Історія держави Інків», — Л., 1974, книга Друга, Глава XXVI, стор. 129. |
Інка Гарсіласо де ла Вега, наводячи приклад пісні Сумак Ньюста, виписаної з рукописів Бласа Валера, повідомляє: «Батько Блас Валера говорить, що казку й вірші він знайшов у вузлах і звітах одних прадавніх анналів, і вони були укладені в нитках різного кольору, а що про традицію віршів і легенд йому розповіли індіанці-лічильники, яким були доручені вузли й історичні звіти».

### Мартін де Муруа, 1618
Мартін де Муруа повідомляє у своїй книзі «Загальна Історія Перу» про використання кіпу як календаря:
| Ці кіпу були [як би] родом вузлів, зроблених на декількох трохи товстуватих вовняних шнурах і [були вони] різних кольорів. По них лічили й повідомляли дні, тижні, місяці й роки. - Murua, Martin de. Historia general del Peru, origen y descendencia de los lncas, pueblos y ciudades. - 1618[31][102]. |
Є в нього відомості й щодо розмаїття видів кіпу:
| Було й інше диво, що кожна провінція, маючи свою власну рідну мову, також мала новий [інший; відмінний] вид кіпу, і нову його манеру [складання]. - Murua, Martin de. Historia general del Peru, origen y descendencia de los lncas, pueblos y ciudades. - 1618[102]. |
А також відомості про використання кіпу у демографічній статистиці й управлінні трудових ресурсів: «вони вели підрахунок усіх людей селища, дорослих і дітей» і «маркакамайос зверталися до кіпу для призначення людей кожного селища згідно з їхнім заняттям або роботою».

### Блас Валера, 1618

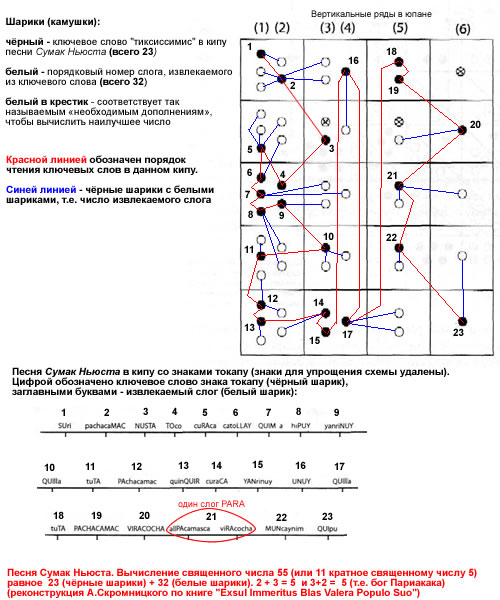
Юпана інків. Пісня Сумак Ньюста. Дешифрування за книгою «Exsul Immeritus Blas Valera Populo Suo», CLUEB, Болонья, 2007 (Схематична реконструкція А. Скромницького)

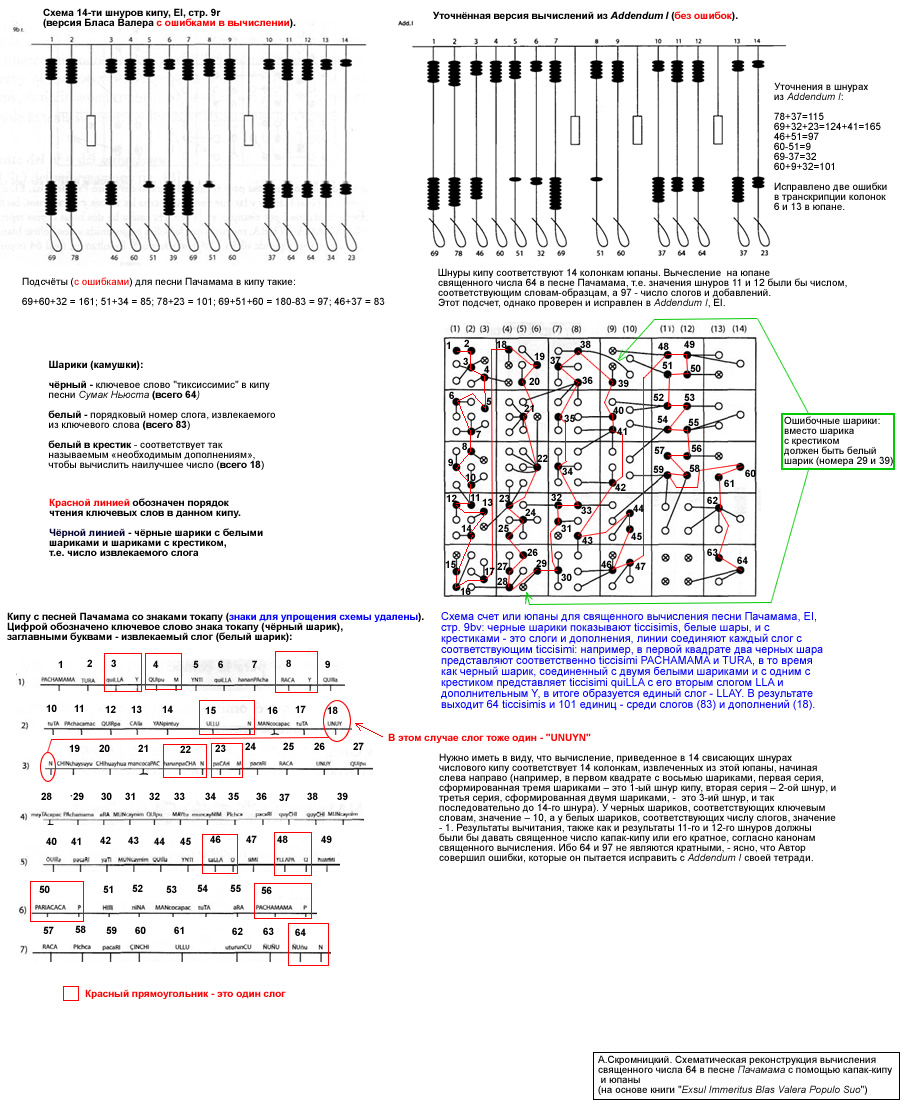
Юпана інків. Пісня Пачамама. Дешифрування за книгою «Exsul Immeritus Blas Valera Populo Suo», CLUEB, Болонья, 2007 (Схематична реконструкція А. Скромницького)

#### Пісня «Сумак Ньюста» в кіпу
Пісня Сумак Ньюста наводиться як у Гарсіласо де ла Вега (віршована форма), так і в Бласа Валера (у формі кіпу, з обчисленням на юпане) у такому вигляді в книзі «Exsul Immeritus Blas Valera Populo Suo»:
| Вродлива принцеса, твій брат твій великий глечик розбиває, твої води Пачакамак посилає твій дощ. Оригінальний текст (кечуа) SUMAC ÑUSTA TORALLAY QUIM PUYNUY QUITA PAQUIR CAYAN UNUY QUITA PACHACAMAC VIRACOCHA PARAMUNQUI. - Exsul immeritus blas valera populo suo e historia et rudimenta linguae piruanorum. - Bologna, 2007; p. 371. |

#### Пісня «Пачамама» в кіпу
Сама пісня Сумак Ньюста була споконвічно присвячена богині Пачамама й мала трохи інший текст:
| Мати Земля, твій брат Сонце й Промінь твою вульву зараз пробиває, його сперма рясно тече з його пеніса й тому ти, о вульва, свої води будеш проливати дощем та іноді буде сипатися град та йти сніг. Потім міцний член великого Сонця й / Променя й Паріакаки буде сильно метатися в щедрій вульві Матері Землі[103]. Оригінальний текст (кечуа) PACHAMAMA TURALLAYQUIM YNTILLAPA RACAYQUITA PAQUIRCAYAN ULLUNMANTA UNUYN CINCHI PACCHAN CAMRI RACA UNUYQUITA PARAMUNQUI MAYNIMPIRI CHICHIMUNQUI RITIMUNQUI YNTILLAQMI YLLAPAQMI PARIACACAP HINAMANTARA PACHAMAMAP RACAPIRI CINCHI ULLU CUÑUÑUÑUN. - Exsul immeritus blas valera populo suo e historia et rudimenta linguae piruanorum. - Bologna, 2007; p. 373-374. |

#### Різноманітність видів кіпу
Відомості Бласа Валера не знаходять поки визнання в ряду істориків (див. нижче Спірні питання), тому що його, виданий в 2007 році, твір уважають фальшивкою. Все-таки, цей автор перелічує такі види колоніального кіпу (створеного або переробленого під церковні цілі) і, можливо, почасти інкського:
- Навчальні кіпу — абетка для молодших дітей, тих, яких навчають азам за допомогою іграшкових кіпу.
- Шкільне й королівське складове кіпу — для дітей, що вчаться, знаті в школах Ячайваси, де наголос у навчанні робився на філософії, теології, специфічній нелінійній математиці (аналогів у Старому світі немає, не підкорялася стандартній логіці). Обчислення священних чисел за допомогою міфів, легенд, абстрактних конструкцій.
- Похоронне ритуальне кіпу — для поховань. У вигляді молитов. Головна відмінність — зі шнура звисали дерев'яні розмальовані дощечки.
- Астрономічно-календарні кіпу — облік часу за календарем. Облік місячних, сонячних затемнень, фаз місяця, появи зірок і темних ділянок неба (андських «сузір'їв»), зеніти сонця, сонцестояння.
- Математичні числові позиційні рахункові кіпу — для найскладніших обчислень мудрецями-математиками. Підсобний необхідний інструмент — рахівниця юпана.
- Кіпу для повсякденного рахунку — спрощений різновид попередньої. Використовувалися пастухами й т. п. для ведення обліку доступних просторовому огляду одиниць обліку (лами, худоба та ін.).
- Кіпу географічні — на основі напрямків-ліній секе. Щось подібне на системи географічних координат. Тісно пов'язане з астрономічними спостереженнями й вимірами часу[104].

### Пабло Хосе де Арріага, 1621
Арріага був головним винуватцем знищення кіпу в інків, яке ініціював і яким керував. При цьому він, як і Дієго де Ланда стосовно народів майя, залишив ряд унікальних відомостей про кіпу:
- «Перестерігаючи їх у катехізисах, щоб усі мали зображення святих, носили чотки, і розділилися багато хто з них, пізнавши вигоду святого вчення, і пояснене їм, що зробити їм з великої чакіри, яку звичайно носять жінки на шиї у вигляді прикраси; або що зробити їм з тонких мотузок, і вузлів, тобто кіпу, хоча більшість посилає їх потім купувати там, де їх знаходять. І мені говорив один Іспанець, що краща річ, ніж дохід від сільського господарства, це ходити слідом за Отцями, продаючи чотки серед Індіанців. Так що в багатьох селищах, коли ми прибуваємо до них, мало тих, у кого є чотки, але коли ми йдемо, звичайно менше тих, у кого їх нема, і для того, щоб вони краще навчилися молитися [по] чотках, ми молимося з ними кілька разів уголос»[105].
- «Коли йдеться про їхню сповідь, потрібно сказати, що вони роблять свої кіпу, щоб висповідатися, і що багато висповідуються за їхньою допомогою дуже добре. В одній проповіді, або катехізисі, їм нагадують про відпущення гріхів, яке нам надав [Його] Святість Павло V»[106].
- «Ці й інші речі, про які згадується в доповіді, будуть досконало оглянуті й вивчені Вісітадором, та інші подібні речі, які в інших місцях будуть знайдені, і час покаже, і досвід розкриє, чи повинен опитати Вісітадор трьох або чотирьох осіб, як було сказано вище, або яких-небудь інших, яких вони згадають; не всіх відразу, і не дуже поспішно, а докладно, і даючи їм час подумати, над тим, що вони забули. А тим, хто вміє писати, дати папір і чорнило, щоб вони написали все те, що знають, або зробили кіпу про це, або розповіли [порахували] за допомогою зерен кукурудзи, і це спосіб дуже розповсюджений серед Індіанців. Завжди слід пригрожувати їм, бо, якщо з'ясується, що яких-небудь Вак, більше, ніж вони говорили, або яких-небудь Чаклунів, більше, ніж вони заявили: вони повинні бути покарані, і т. д.»[107].
- «Перше, що потрібно зробити, це: після Меси, і Проповіді, де буде прочитаний указ, покликати в його будинок, за допомогою Алькальдів, або Касіків, головних Чаклунів Айлью [роду]; і зібравши разом, змусити їх трохи подумати, попередивши їх, що їм потрібно дослідити свої Ваки, Обряди, і Церемонії, з однієї сторони — обсипаючи їх ласками, любов'ю, а з іншого — погрожуючи їм, якщо вони сховають [що-небудь], і [потрібно] дати їм якийсь строк, щоб вони подумали над цим добре, і склали свої кіпу, а потім кожного окремо перевірив би Вісітадор, хоча буде краще, якщо буде присутнім один з Отців [церкви], щоб він також умовив Індіанців, і допоміг Вісітадору, і було можливим іноді, щоб вони підтвердили те, що буде написано Нотаріусом, Радником, або Свідком, але не дуже добре, коли є присутнім Священик Селища, тому що вони тікають, і соромляться бути відвертими, і висловлюватися перед ним»[108].

### Антоніо де ла Каланча, 1639
Іспанський хроніст Антоніо де ла Каланча написав у своєї «Cronica moralizada» (1639), що кіпу за допомогою різних символів-визначників передавали власні імена й назви провінцій. Він навів також приклад досить складної понятійної побудови для фрази:
| …Що до Манкокапака, що був першим Королем Інгою, у цій землі не було ні Королів, і начальників, ні культу, ні поклоніння, і що на четвертий рік свого Царювання він підкорив десять Провінцій, і що він завоював якусь завдяки загибелі своїх ворогів, у якійсь війні загинуло три тисячі своїх, і що він у цих видобутках захопив тисячу фунтів золота й тридцять тисяч — срібла, і що на подяку за перемогу він улаштував таке-то свято Сонцю. - Антоніо де ла Каланча. Моральна хроніка Ордена Святого Августина в Перу. Тому 1, стор. 176[47] |
Антоніо де ла Каланча дав єдине відоме дешифрування побудови кіпу саме за цією фразою, детально розписавши, на яких нитках, якого кольору, яка кількість вузлів знаходилася.

### Фернандо де Монтесінос, 1642—1644
Фернандо де Монтесінос у своїх «Пам'ятних відомостях» (1642—1644) залишив низку відомостей про хронологію й календарно-астрономічний характер використання інками кіпу: «На третій рік правління цього царя й на шостий рік після настання третього Сонця, що згідно з рахунком наших істориків відповідає другій епосі світу [segunda hedad del mundo], у цьому царстві жили, зовсім забувши добрі звичаї й віддавшись усім видам пороків. Із цієї причини, говорять прадавні амаута, а вони вивчили це від старших і зберегли в пам'яті завдяки своїм кіпо [quipo] для вічної пам'яті, що Сонце стомилося йти своїм шляхом і сховало від усіх, що живуть, щоб покарати їх, своє світло, і не розсвітало більше двадцяти годин».
Монтесінос також повідомив про те, що раніше за кіпу існувала піктографічна писемність, але вона була заборонена:
| Тоді цар сховав свої почуття, і зробив великі жертвоприносини й запитував Ільятісі Віракочу. Відповідь була, що причиною заразної хвороби були літери, і щоб ніхто їх не використовував і знову до них не повертався, тому що від їхнього використання вони повинні будуть перетерпіти найбільший збиток. Через це Топа Каурі встановив закон, щоб під страхом смерті ніхто не мав би справи з кількою [quilca], яка була пергаментами й листами певних дерев, на яких вони писали, і щоб жодним чином не користувалися писемністю. Цей оракул, його вони дотримувалися з такою старанністю, що після цієї втрати перуанці ніколи не користувалися літерами, так що коли через якийсь час по тому один мудрец амаута винайшов якісь /64/ знаки, його спалили живцем, і так з тих пор використовували нитку й кіпо з відмінностями, як ми побачимо. Він також улаштував у Пакарітамбо [Pacaritambo] щось подібне на університет, де знатні опікувалися вправами у військовій справі та хлопчиками. Їх навчали способу лічити за допомогою кіпо, додаючи різні кольори, які служили літерами, через що була облагороджена їхня маленька держава. - Фернандо де Монтесінос. «Прадавні історичні й політичні пам'ятні відомості про Перу», Глава 15, стор. 64 |

### Бернабе Кобо, 1653
Один з найбільш авторитетних істориків, що описували історію Інків, Бернабе Кобо повідомляв про кіпу наступне:
| Замість писемності вони використовували нитки або тонкі шнури з вовни, на зразок тих, що ми нанизуємо чотки, які називають Кіппо, і за допомогою цих пам'яток і списків вони зберігають пам'ять про свої справи, і звітують про прихід і витрату міністри двору й обліковці Інки. Книгою або зошитом їм слугує пучок цих кіпо, у яких різноманітні нитки різних кольорів, і на кожній є різні вузли й зав'язки, вони були числами й позначеннями [figuras — або зображеннями, тому що це слово іспанською позначало щось візуальне], що означали різні речі. Сьогодні зустрічається багато зв'язок цих кіпу, дуже прадавніх, різних кольорів, з безліччю вузлів, які, як пояснюють індіанці в них знаючі, пояснюють багато справ старовини, що втримуються в них. - Бернабе Кобо «Історія Нового Світла», Севілья, 1892, тому 3, стор. 295[31] |
Але в нього є й епізод про те, як за кіпу знайшли конкретну людину, провідника при постоялому дворі (іспанська назва — Tambo de Cordoba), що вбив одного іспанця. Людина ця була із певного селища — Guaytará. От що пише Бернабе Кобо:
| Коли пройшло шість років [з моменту вбивства]… Виявили Кіпукамайоки [оскільки «губернаторові порадили провести розслідування, щоб довідатися про індіанця, приставленого провідником до іспанця», він і вирішив у них з’ясувати] за допомогою своїх кіпу індіанця, що був тим, кого приставили провідником до вищезгаданого іспанця, коли він пішов з того постоялого двору. - Бернабе Кобо «Історія Нового Світла», Севілья, 1892, тому 3, стор. 297[31] |
І що примітно, далі Кобо пише, на противагу цій історичній довідці, що індіанці Перу вели арифметичний рахунок точно так само, як і жителі Месоамерики або Старого Світу, тобто він чітко розмежовує числове й оповідальне значення при використанні кіпу.

### Останні згадки про використання «кіпу» місцевим населенням

#### Документ із архіву Архієпископства Ліми, 1725
На початку XVIII століття кіпу усе ще продовжувало використовуватися місцевими жителями. В архіві Архієпископства Ліми існував документ (17 березня 1725 року), що стосувався викорінення язичництва, у якому повідомлялося про те, що «ходив цей індіанець завжди з вантажем мотузкового кіпу, з якого знав усе, що стосувалося його панаки, і знав за тим кіпу осіб, які повинні були [виконувати] вміти, їхні імена, становище, і худоба, і майно, яке в кожного було, хоча невідомо, завдяки якій же науці [умінню] він це знав». Це свідчення католицьких священників лише підкреслювало їхню неможливість пізнати, навіть через 200 років після завоювання Перу, систему складання кіпу і її особливості.

#### Кіпу у Ріобамбі, 1823
Мандрівник Стівенсон в 1823 році спостерігав використання кіпу у Ріобамбі, Перу.

### Кіпукамайоки

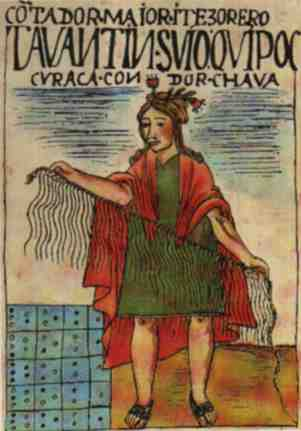
Кіпукамайок із книги Вамана Пома де Айяла «Перша Нова Хроніка й Добре Правління». Ліворуч біля ніг кіпукамайока — юпана, що містить обчислення священного числа для пісні «Сумак Ньюста» (в оригіналі рукопису малюнок не кольоровий, а чорно-білий; розфарбування — сучасне)

Кіпукамайоки (кеч. khipu kamayuq) — «чиновник, що відає кіпу» або «той, кому доручене кіпу»), рахівники Тавантінсуйу, створювали й розшифровували вузли в кіпу. Розміщалися кіпукамайоки в окремих будинках-«архівах» кожного селища, де зберігалися кіпу, що містили відомості про поточні події, дані або статистику, так і кіпу давніх часів. Хроністи розрізняли два види кіпукамайоків:
- тих, хто відав обліком і статистикою; було кілька підвидів:
  - що відали демографічними кіпу
  - що відали податями
  - що відали іншими видами обліку
- тих, хто були істориками, що підрозділялися за принципом належності до якої-небудь провінції (кіпу із Куско, Кахамарки, Кіто, Ваманги, Пакаритамбо), і юристами.

Хроністи згадували, що посада кіпукамайока-історика передавалася в спадщину від батька до сина, оскільки саме ця спеціалізація була найбільш складною (такого звичаю не було серед кіпукамайоків, що відали обліком і статистикою), завдяки чому утворювалася каста вчених-істориків, закрита для проникнення в неї сторонніх осіб, що могло бути причиною відсутності поширення однакових ідей у різних місцях Імперії й наявності «місцевих» версій яких-небудь подій. Кіпукамайоки-історики одержували повне забезпечення продуктами на щомісяця року, їм надавали дружин і слуг. Це був привілей, але за неї вони повинні були чітко виконувати свої обов'язки, оскільки за неправдиві або помилкові відомості їх карали смертю. В обов'язку таких кіпукамайоків входило навчання населення Імперії за допомогою театральних постановок про життя давніх правителів, коли кіпукамайоки або співаки повідомляли про минуле кожного з них.
Про наявність шкіл, де навчали кіпу говорили Монтесінос, Муруа й інші історики. Так Муруа писав, що «сини 105 знатних панів відвідували ці школи, навчаючись 4 роки».

### Викорінювання й знищення кіпу
Іспанці не відразу викорінили використання кіпу. Конкістадори зрозуміли, що кіпукамайоки часто залишалися лояльними до своїх місцевих законів, а не Королеві Іспанії, і кіпукамайоки могли віддавати неправдиві відомість у своїх звітах. Про це зокрема вказував Фернандо Мурільо де ла Серда через 50 із зайвим років після конкісти, підкреслюючи, що іспанці так і не змогли зрозуміти системи кіпу і системи обчислення за нею, у той час як для індіанців арабські цифри європейців були чимось, немовби забавами для розуму, і до них вони не ставилися серйозно. Конкістадори також намагалися звернути корінних жителів у католицизм, а всі що стосувалося до релігії Інків, вони вважали ідолопоклонством і прагненням уникнути звернення до католицизму. Багато конкістадорів уважалися, що кіпу було проявом язичества й тому багато хто з них знищили. III Лімський Собор 1583 року ухвалив спалити в провінційних ваках кіпу, оскільки воно, на думку іспанців, було магічним інструментом.
Тотальне знищення кіпу було здійснено місіонером-єзуїтом Пабло Хосе де Арріага в 1621 році. Також як і Дієго де Ланда, що знищив книги індіанців майя, Арріага написав цікавий і важливий з наукового погляду доповідь «Викорінювання язичництва в Перу» (La extirpación de la idolatría en el Perú, 1621), де навів численні відомості про релігію індіанців Перу, їх побут й звичаї, але секрет складання кіпу так і не був розкритий.
Все ж таки використання кіпу тривало у ролі звітів про податі й повинності аж до XIX і навіть в XX столітті (дослідники Тельо й Миранда в горном Перу помітили, що кіпу складалося для «зазначення навпроти імені кожного окремого робітника його характеристик».

## Спірні питання

### Зв'язок з токапу й келькою

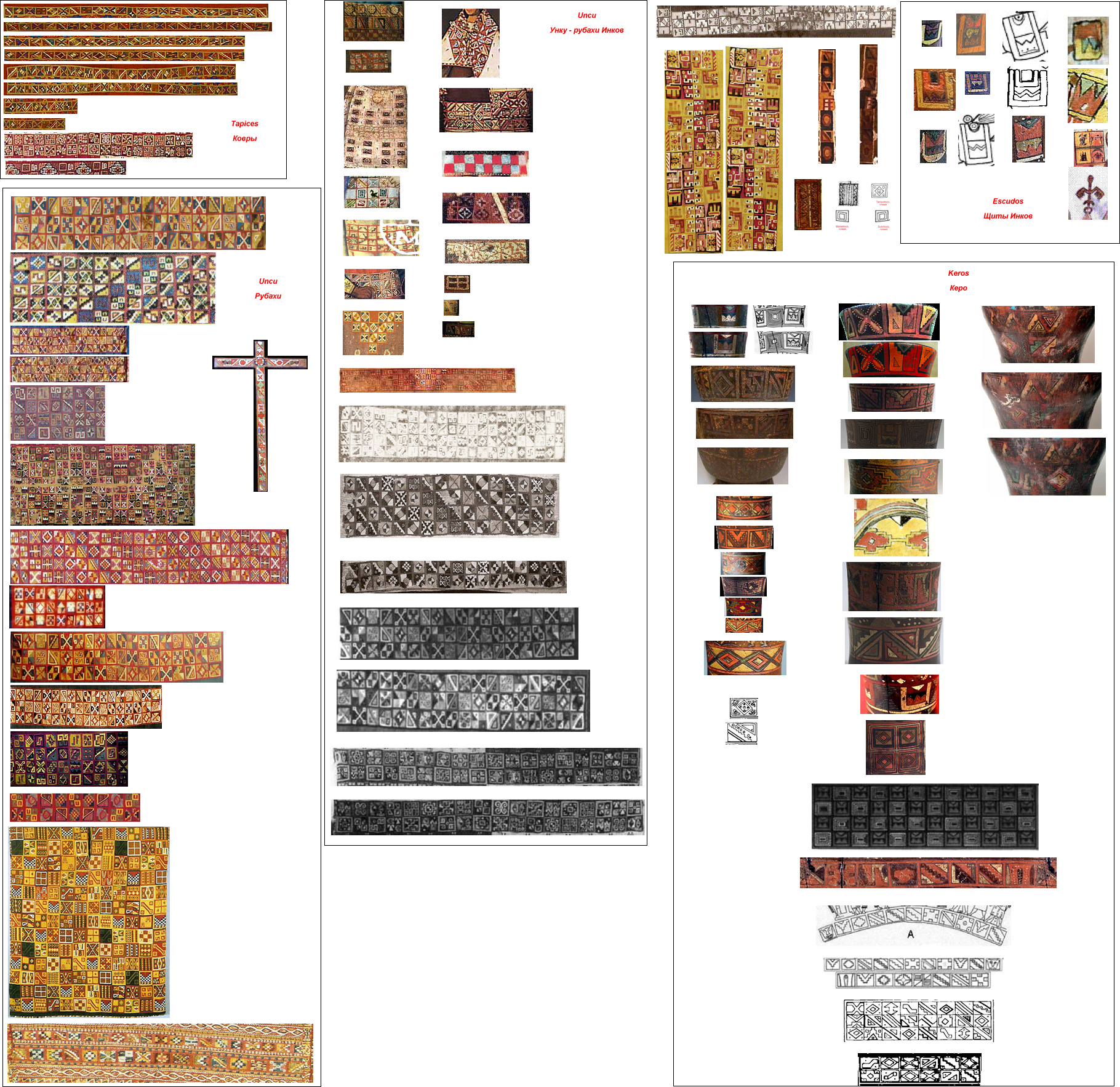
Токапу на сорочках, плащах, килимах, вазах керо; щити інків

Уже в перших словниках мов кечуа й аймара слово «келька» або «кілька» означало «писемність» або «малюнок». Цим видом письма, як помітив Хосе де Акоста, один індіанець записав свою сповідь про гріхи, що порушують десять заповідей, але цей вид писемності, мабуть, був впроваджений уже під час проповідування Євангелія серед індіанців католицькими священиками на основі якоїсь місцевої писемної традиції. Але така писемність можливо представлена в кераміці й тканинах інків — у посудинах керо й знаках токапу на одязі. Про зв'язок зі знаками токапу або келька говорив у своїй хроніці «Копакабана Інків» (1628) падре Бальтасар де Салас (імовірно, все-таки не перекрученої недотепним пресвітером Хесусом Віскарра Фабре, що відредагував її в 1901 році):
У нашій мові, говорять вони, завжди були і є свої знаки й символи й власні й природні кіпу.… Наші Интис передали нам свої ідеї й накази за допомогою простої і зрозумілої усної традиції наших батьків…; і як допоміжний засіб для пам'яті вони навчили нас використанню кипос, у ручне складання якого входять прямі й вигнуті лінії; і ці самі лінії, вигравірувані в каменях і металах, ми називаємо келькас [стосовні до] Інти; складені із золотих і срібних ліній (дротів або голок) вони є культовими святинями; і нарешті, простонародні й загального використання [кіпу] складаються з різнобарвних ниток і з вузликами або з'єднані як би в ланки ланцюга, і зроблені з будь-якого гнучкого матеріалу, таких як нитка з конопель, або вовни, або мотузки із чудової шкіри. І з їхньою допомогою, як і за допомогою раніше згаданих, ідеї й факти однаково зберігаємо ми без яких-небудь змін, і менше побоюючись, ніж за ваші зошити й пергаменти; от у вас докази в цих нитках з білої вовни наших карвас [лам], пофарбованих у кольори веселки, що й говорять: «Ta! ua! watta suyu», тобто «Та!» — зупинися, постав себе на ноги, адже ти вже людина, ти з людей, зупинися. «Уа!» — це дія, що позначає подих і дихання на долоні рук. І це сказавши й зробивши, що є двома сторонами [дії], їх зробив вічний Творець під час створення першої людини.
— Fray Jesús Viscarra Fabre: «Copacabana de los Incas. Documentos Auto Lingüísticos e Isografiados del Amaru Aymara». — La Paz, 1901
Цей же автор повідомляв про записане у кіпу слово «Тіауанако», що могло натякати на фонетичний запис.
Про наявність знаків на посохах і палицях згадують багато хроністів. Так Пачакуті Ямкі Юпанки говорив про те, що в бога Тонапу Віракочи була палиця, на якій «перебували міркування, ним проповідувані» і «позначеними й підкресленими були кожна глава міркувань». На таких розкреслених палицях, згідно з Бартоломе де Лас Касаса, посильні часки передавали накази, і самі палиця слугували якоюсь печаткою або гербом Короля Інків. Кабельо Бальбоа повідомляв про те, що Вайна Капак, бувши при смерті, наказав записати на такій палиці свій заповіт «намалювавши на ній різнобарвні лінії, за якими були б відомі його останні розпорядження; і він негайно ж довірив її кіпукамайоку або секретареві…», після смерті й муміфікації Вайна Капака його «виконувачі заповіту й кіпукамайоки зібралися й уважно вивчили те, що кіпу і вузли позначали. Гарненько й ґрунтовно вивчивши дійсне тлумачення, вони оголосили, що спадкоємцем і єдиним і загальним спадкоємцем Імперії був син, дуже любимий померлим королем, з іменем Нінан Куйучик… Кіпу говорили також про те, яким чином вони повинні були переправити тіло короля в Куско й зробити врочистий вступ у місто», тобто заповіт Інки вимовлялося виконувачами духівниці саме згідно з «записами» у кіпу, а не тільки написам на палиці. Імовірно, що заборонені Інками знаки келька (згідно з Монтесіносом в інків був закон, що забороняв застосування писемності, дозволені були тільки кіпу), були все-таки відомі самим правителям і тільки вони зберігали традицію її використання, після чого кіпукамайоки здійснювали «переклад у кіпу» його заповіту.
Один анонімний автор в 1600 році писав, що індіанці йшли на сповідь «зі своїми записами, що називаються кіпос, одні у вигляді нитки, інші — у вигляді листа, ще одні — за допомогою ліній, як тільки вони могли».

### Документи Міччінеллі
З кінця 1990-х років, з виявленням у Неаполі документів Міччінеллі, що містять малюнки кіпу, як складового письма і його тісного зв'язку з токапу, виникли невщухаючі дотепер спори щодо достовірності самих документів і осіб їх, що склали, зокрема Бласа Валера. У місті Кіто були знайдені рукописи «Стародавні звичаї Інків» (Las Costumbres Antiguas de los Incas), які вже в 1945 Франсиско А. Лоайса репрезентував як роботу Бласа Валера, і, згідно з таким істориком як Сабіна Хайленд (Sabine Hyland), також випадково в Ла-Пасі, Болівія, був знайдений словник, названий Vocabulario, де наводиться інформація про часи Інків.
Останнім часом почали поширюватися нові дані щодо біографії Бласа Валера. Серед них: спірні — спільність із «Новою Хронікою й Добрим Правлінням» (Nueva Corónica y Buen Gobierno), книгою Вамана Пома де Айяла (Felipe Guamán Poma de Ayala). Згідно з італійською дослідницею Лаурою Лауренсіч Мінеллі, існує три аркуші з малюнками в рукописному документі «Історія й Початок Перуанської Мови» (Historia et Rudimenta Linguae Piruanorum), що наводять підпис «італійського єзуїта» Бласа Валера. Згідно з Лауренсіч Мінеллі, ці малюнки були намальовані до 1618, а саме, через роки після офіційної смерті Бласа Валери. Можливо, метою Валери в Європі було репрезентувати правдиве повідомлення римському Папі про завоювання Перу конкістадором Франсиско Пісарро, що отруїв солдатів Інки Атауальпи за допомогою ауріпігменту (As2S3 — лимонно-жовтий сульфід миш'яку) і вина, про що Валера довідався від свого дідуся Ільяванки з кіпу, яке подарував тому амаута Мачакуймукта (що жив за часів Інки Атауальпи), на подяку за те, що він урятував йому життя. Від свого батька Луїса Валера він одержав листа конкістадора Франсиско Чавеса (учасника полону короля інків Атауальпи, правда не згаданого у відомому «викупі Атауальпи»), а саме його «Повідомлення Королю Іспанії», складене 15 серпня 1533 року в місті Кахамарка. На цьому листі збереглися підписи Поло де Ондегардо («No es cosa» — «Важливо») і Хосе де Акости («Non D.[omino].D.[entur].Ex simus [Eversimus] — Joseph de Acosta»), ідентичні тим, що вже були серед документів в архівах Перу. Глава Товариства Єзуїтів, Клаудіо Аквавіва, був проти намірів Валери, тому й було ухвалене рішення визнати Валеру померлим, а сам він повинен бути вигнаний в Іспанію, де частина його робіт і потрапила до Інки Гарсіласо де ла Вега. Пізніше, однак, Валера таємно вернувся в Перу під іншим іменем — Руіруруна — з наміром надрукувати свою версію завоювання Перу. Він зблизився із двома іншими єзуїтами, а саме: Джованні Антоніо Кумисом і Джованні Анелло Оливою. Також у групу помічників і заступників Бласа Валери ввійшли й такі єзуїти: Бартоломе де Сантьяго, Хуан Гонсало Руїс (його старий друг і земляк), Алонсо Барсана, Бартоломе Санчес, Муціо Виталески (Глава Ордена), Домінго де Бермео, Дієго де Ваена (або Діонісіо Веласкес). Щоб здійснити свої наміри, вони задумали скористатися чужим іменем, і уклали контракт з цього приводу (про використання імені, за що й зобов'язувалися розрахуватися однією каретою з конем) з Феліпе Ваманом Пома де Айяла. Контракт зберігся разом із зошитом Бласа Валери й був розміщений у спеціальній кишені «схованці». Виконавши задумане, Блас Валера повернувся нібито Іспанію в 1618 році, де незабаром і помер в Алькала-де-Енарес. У тому ж місті перебував спадкоємець інків — Дон Мельчор Карлос Інка, зображення якого потрапило в книгу Вамана Пома де Айяла й виконане, як вважає Лаура Лауренсіч Мінеллі Гонсало Руїсом.
Рукопис, вивчений Лауренсіч Мінеллі, складається з дев'яти листів, написаних різними особами на іспанській, латинській та італійській мовах, з малюнками, зробленими соратником Бласа Валери — тим же Гонсало Руїсом. Цей текст містить коротку граматику кечуа, що представляє ключ до розшифрування кіпу, а також рахункового інструмента — юпани. Символи токапу із книги Бласа Валери, що зустрічаються також і в книгах Мартіна де Муруа й Вамана Помы, і на посудинах керо не завжди ідентичні між собою, але помітна однаковість стилю на малюнках у промальовуванні чоловічків, тобто якщо була підробка не тільки в тексті документів Міччінеллі, але й у малюнках, то виконане це дуже майстерно — стилізоване аж до деталей, характерних для зображень на посудинах керо інкської епохи.
Ролена Адорно, фахівець, що досліджувала Феліпе Вамана Пома де Айяла, на підставі дослідження Хуана Карлоса Естенсоро (Juan Carlos Estenssoro) натякає на ймовірну підробку документів, вивчених Лаурою Лауренсіч Мінеллі. Рукопис «Exsul immeritus blas valera populo suo», представлений Лаурою Лауренсіч Мінеллі, усе ще не користується визнанням, а отже таємниця, що огортає минуле Перу й цього єзуїта-метиса, не розкрита остаточно.

### Чилійські кіпу
Як вказував історик Хосе Торібіо Медіна (1882) «система кіпу використовувалася навіть у тих регіонах, куди не проникав вплив інків, і що понині буває так, що його застосовують нащадки арауканів». Мандрівник Пеппіх зустрічав кіпу в індіанців пеуенчів і що червоний колір у їхніх кіпу позначав не тільки кров, але й «рішення помститися».

#### Кіпу індійського вождя Лепітрана, 1772
Під час повстання індіанців Чилі (1772) вождь повстанців Лепітран відправив до касіків свого посильного-часкі з кіпу, у якому було чотири мотузки різних кольорів: чорного, білого, червоного й синього. На чорній (колір часу) було зав'язано 4 вузла, що означало, що часкіи вирушив з Пагіпульї, повстанського центру, через 4 дні після повні; на білій Лепітран зав'язав 10 вузлів для позначення того, що через 10 днів після цієї події повинне буде піднятися повстання; на червоній і синій мотузках не було вузлів, оскільки на них касіки повинні були записати свої відповіді, і ті, що приєднувалися до повстання, зав'язували б один вузол на червоній мотузці (колір війни), ті, що відмовлялися, також зав'язували один вузол, що збирав разом дві мотузки — червону й синю (комбінований колір, що означав мабуть «заперечення війни»).

### Чилійські кіпу у Європі
Саме із Чилі деякі різновиди кіпу потрапили в Європу.

#### La Lettera Apologetica
Раймондо де Сангро, придбавши 25 жовтня 1745 року в отця Ільянеса, що приїхав із Чилі, рукопис Historia et rudimenta linguae piruanorum (1600—1638), написаний єзуїтськими місіонерами в Перу Джованні Антоніо Кумісом і Джованні Анелло Оливою, включив у свою книгу La Lettera Apologetica (1750) багато знаків токапу з капак-кіпу, щоправда, переробивши їх і додавши їм заокруглені, а не квадратні форми.
В 1747 році Мадам де Графіньї видала свої «Листи перуанки», у яких знатна перуанка Сілія (Zilia) використовувала кіпу для записів і перекладала з них відразу на французьку. У Листі XVI Графіньі наводить опис кіпу як писемності.У 1749 році книгу перевидали. Видавець збірника «Coleccion de documentos literarios del Peru» (1874) Мануель де Одріосола припустив, що ці листи допомогли «одному італійцеві з Академії де ла Круска й одній графині, тієї ж національності, написати товстий том „в одну чверть“ під назвою „Apologea de los quipos“. Використавши слова Гарсіласо [де ла Веги], автор настільки впевнено використовує граматику, словник кіпу, що являють собою кіпуграфію, запозичену від якогось Кіпу-Камайока з інків, однак їхні припущення можуть бути хибними».
Повна назва книги «La Lettera Apologetica»:
- Lettera Apologetica dell'esercitato accademico della Crusca contenente la difesa del libro intitolato Lettere di una Peruana per rispetto alla supposizione de’ Quipu scritta dalla Duchessa di S*** e dalla medesima fatta pubblicare — у книзі використано 40 «ключових слів» нібито прадавньої системи запису Інків. Ключові слова в кіпу були розфарбовані різними кольорами й мали форму кола. Метод кольорового друку був невідомий на той час і був винайдений самим Раймондо[126].

Очевидно, саме Мадам де Графіньі (графиня S***) і князя Раймондо де Сангро (який був академіком де ла Круска) мав на увазі Одріосола. Сам Раймондо де Сангро стверджував, що особисто не бачив кіпу, а його ідеї ґрунтувались на припущеннях Бласа Валера, Акости й Сьєси де Леона, а також осіб, що відвідували Америку і мали справу з кіпу, зокрема падре Ільянеса (згаданого також у Документах Міччінеллі, як останнього власника зошита Бласа Валера), єзуїта, що прожив багато років у Чилі й повідомив, що в індіанців удома перебували дбайливо збережувані кіпу, передані у спадок, попри те, що не можуть витлумачувати їхній зміст. На думку Ільянеса такі кіпу використовувались для передачі розповідей, і відрізнялися тим, що мали у верхній частині крім мотузок і вузлів деякі знаки, наприклад, круглі фігури, квадрати, трикутники або пучки різнобарвної вовни. Із цього де Сангро вивів теорію про те, що прадавні перуанці могли розділяти слова на склади й створювати з деяких ключові слова на основі мови кечуа.
Опублікування князем книги La Lettera Apologetica, що з точки зору офіційної Церкви містила небезпечні єретичні думки, призвело до відлучення Раймондо де Сангро від Церкви Папою Бенедиктом XIV в 1752 році.

#### Кіпу чилійського вождя з Гуаркос
В 1829 році в XI номері «Westminster Review» вийшла стаття про книгу «A prospectus of Quipola, or an explanation of the Quipoes» (1827), де повідомлялося про придбання корабельним теслею Олександром Стронгом якогось кіпу у коробці в Роберта Бейкера, помічника з торговельного брига, за 10 фунтів. Бейкер повідомив, що кіпу він одержав від мешканця міста Ліона з іменем Розенберг Вестус, а той своєю чергою від родини чилійського вождя в Гуаркос, що вважав себе нащадком Інків, що втік з Перу від іспанців. Вестус був одружений з однією з дочок вождя, але через якийсь час він залишив індіанців і перебрався в Буенос-Айрес, і продав кіпу і коробку Бейкеру. Подальша доля цього кіпу невідома.

## Застосування мотузок з вузлами в інших народів

### Прадавній Китай
Використання зав'язаних вузлами шнурів, як засобу ведення записів, описане в деяких китайських текстах.
- У Прадавньому Китаї вони використовувалися, щоб здійснювати управління. Пізніше, китайці заміняли їх писемними знаками й числами[128].
- У поезії Дао де цзин («Книга шляху й благодаті») — філософ Лао Цзи в чжані LXXX призиває повернутися до звичаїв стародавності, коли ще використовувалися мотузки й вузли[129].
- У часи Жан Чена, Сюань Юаня, Фу Сі й Шень-Нуна, люди зав'язували вузли, щоб спілкуватися між собою. Для позначення важливої справи, використовувалася мотузка для зав'язування великого вузла; для позначення незначної справи, зав'язувався невеликий вузол. Число вузлів відповідало числу справ, з якими будуть мати справу[130].

### Прадавній Вавилон
Згідно з Фурлані, мотузки з вузлами в релігії Прадавнього Вавилона слугували для магічних обрядів причаровування, щоб позбавити сил яку-небудь кінцівку або паралізувати дію злих сил, зупинити хворобу, коли розв'язання вузла означало знищення чарів[.

### Ізраїль
У традиційного єврейського молитовного покривала таліт є вузли в 7-8-11-13 кручених кінців, із приводу яких висувалися всілякі здогади, щоб закодувати гематричну інформацію, що стосується єврейського імені Бога або 613 заповідей юдаїзму.

### Індіанці Північної Америки
У північноамериканських індіанців вампум слугував для різних цілей. Вони являють собою нанизані на шнури циліндричні бусини з раковин виду Busycotypus canaliculatus. Ці пояси в алгонкінів і особливо в ірокезів мали низку особливих функцій: вони були прикрасою одягу, слугували валютною одиницею, а головне — з їхньою допомогою передавалися різні важливі повідомлення. Такі вампуми в ірокезьких племенах звичайно доставляли особливі гінці — носії вампума. Розвиток вампумових записів, цілком ймовірно, привів би до створення в північноамериканських індіанців писемності.

### Месоамерика й Південна Америка
Історик Норденскьольд вказував, що мотузки з вузлами були також в індіанців Колумбії й Панами, у Центральній Америці й Мексиці (до в центральній частині, так і на півночі), в Амазонії й навіть у Полінезії. Баудин стверджував, що кіпу було в Попайяні, у карибів Оріноко, у племен північноамериканських індіанців, у мексиканців до появи кодексів і в жителів Маркізьких островів. Історик падре Хосе Гевара згадував також про те, що індіанці тупі-гуарані розповідали про свої традиції за допомогою кіпу, а падре Лосано, що воно було в діагітів з Андальгала й вони його використовували в 1611 році. Жак Пері повідомляв про застосування в релігійній церемонії предмета ундукуру («чотки, що допомагають для запам'ятовування», що позначали порядок і фази виконання ритуальних танців), схожих на кіпу у Французькій Гаяні в племені, нащадків народностей тупі-гуарані Амазонки, що проживала в районі, що переселилися в Гаяну.

### Інші території й народи
Мотузки з вузликами зустрічалися і в інших землях у різних народів: на о. Рюкю, Каролінських островах, Гавайях, у деяких гірських районах Каліфорнії, у Західній Африці, а також у Європі.

## Кіпу у поп-культурі

### У літературі
- Роман у листах, написаний Мадам Графіньї, надихнув Карло Гольдоні на написання комедії Перуанка (La Peruana), прем'єра якої відбулася в 1755 році та мала великий успіх.
- Відомий економіст XVIII століття Джіан Рейнальдо Карлі згадав про кіпу у своїх Американських листах.
- Шукач скарбів Клів Касслер з роману Дірка Піта «Золото Інки» зосереджує свою увагу на декодуванні послання в кіпу.
- В «Кам'яному Танці Хамелеона» осліплені мудреці використовують кіпу, щоб зберегти всі свої знання у великій неосвітленій бібліотеці.
- У Яна Уотсона в книзі «Марсіанський Інка» цивілізація Інків, що відроджується, розшифровує систему кіпу, і сучасний революційний рух Інків використовує кіпу для передачі секретних повідомлень.
- Існує аргентинське видавництво Ediciones Quipu.
- У книзі Патріка О'Брайана «The Wine Dark Sea» перуанський провідник Стівена попереджений щодо можливої засідки високо в Андах посланцем, що приніс кіпу.
- У серії книг Вадіма Панова «Таємне місто» Сантьяга викупає у шасів і потім дарує команді Кортеса якусь «зв'язку мотузочок і вузликів». Насправді, це записана за допомогою кіпу карта дороги до Ельдорадо. Однак, найманці, що не вміють читати кіпу, використовують дорогоцінний подарунок як просту прикрасу, повісивши її на стіні в офісі.

### У кінематографі
Кілька прикладів використання кіпу наведено:
- У мультфільмі «The Mysterious Cities of Gold[en]».
- В епізоді 27 квітня 2007 у багатосерійному фільмі Numb3rs (сезон 3, серія 21 «Мистецтво Рахунку»), герой використовує кіпу, щоб вести особистий журнал. Він помилково називає кіпу ацтекським за походженням.

## Ресурси Інтернету
- А. Скромницкий. Сведения о кипу в документах (извлечения) (PDF). Архів оригіналу (PDF) за 20 вересня 2016. Процитовано 18 квітня 2019.
- Лаура Лауренсич Минелли. Новые открытия основополагающих идеологических принципов империи Инков «Тавантинсуйу»: священное в мире Инки, согласно двум тайным иезуитским документам. Архів оригіналу за 8 січня 2013. Процитовано 2 жовтня 2010.
- Лаура Лауренсич Минелли. Любопытное понятие мезоамериканского и андского «нуля предметного» и логика инкских богов-чисел. Архів оригіналу за 23 липня 2012. Процитовано 2 жовтня 2010.
- Инки изобрели двоичный код за 500 лет до компьютера. Архів оригіналу за 14 серпня 2011. Процитовано 23 серпня 2010.
- Узелки на память. Архів оригіналу за 6 листопада 2003. Процитовано 23 серпня 2010.
- Open / Popular (Ad Hoc) Khipu Decipherment Project. Архів оригіналу за 8 липня 2011. Процитовано 23 серпня 2010.
- Galen Brokaw. University at Buffalo. Department of Modern Languages and Literatures (исследователь кипу). Архів оригіналу за 16 червня 2010. Процитовано 23 серпня 2010.
- Журнал «Archaeology». Conversations: String Theorist (Volume 58 Number 6, November/December 2005). Архів оригіналу за 5 червня 2011. Процитовано 23 серпня 2010.
- Пример как делаются узлы в кипу. Архів оригіналу за 19 травня 2009. Процитовано 23 серпня 2010.
- Unraveling Khipu’s Secrets (PDF). Архів оригіналу (PDF) за 21 серпня 2010. Процитовано 23 серпня 2010.